# Major League Soccer
Major League Soccer(MLS) hay còn được biết đến với tên gọi Giải bóng đá nhà nghề Mỹ theo cách gọi của giới truyền thông Việt Nam, là giải đấu bóng đá nam chuyên nghiệp cấp cao nhất tại Hoa Kỳ và Canada được quản lý bởi Liên đoàn bóng đá Hoa Kỳ. MLS là một trong những giải thi đấu thể thao nhà nghề lớn của Hoa Kỳ và Canada. Giải đấu bao gồm 29 đội – 26 ở Hoa Kỳ và 3 đội ở Canada – kể từ mùa giải 2023. MLS là một trong những giải đấu thể thao chuyên nghiệp tại Hoa Kỳ và Canada. Trụ sở của giải đấu được đặt tại Midtown Manhattan, Thành phố New York.
Major League Soccer được thành lập năm 1993 nhân dịp Hoa Kỳ được chọn đăng cai FIFA World Cup 1994. Mùa giải đầu tiên được tổ chức vào năm 1996 với 10 đội. MLS phải trải qua những khó khăn tài chính và hoạt động trong những năm đầu: Giải đấu mất hàng triệu đôla, các đội phải chơi trên những sân đấu bóng bầu dục trống, và hai đội đã phải giải thể vào năm 2002. Kể từ đó, các chủ câu lạc bộ đã cho xây dựng những sân vận động bóng đá chuyên biệt, thông qua Luật Cầu thủ Chỉ định cho phép các đội ký hợp đồng với các cầu thủ ngôi sao như David Beckham và các hợp đồng truyền hình toàn quốc giúp cho MLS có lãi. Với lượng khán giả trung bình hơn 20.000 người, MLS có lượng khán giả trung bình cao thứ ba trong số bất kỳ giải đấu thể thao nhà nghề ở Hoa Kỳ sau National Football League (NFL) and Major League Baseball (MLB), và là giải bóng đá chuyên nghiệp có lượng khán giả cao thứ bảy toàn thế giới vào năm 2013.
Mùa giải chính của MLS thường bắt đầu từ cuối tháng 2 hoặc đầu tháng 3 và kéo dài đến giữa tháng 10, mỗi đội thi đấu 34 trận; đội có thành tích tốt nhất được trao danh hiệu Supporters' Shield. 14 đội thi đấu tại MLS Cup Playoffs hậu mùa giải vào cuối tháng 10 và tháng 11, kết thúc với trận tranh chức vô địch giải đấu, Cúp MLS.
Thay vì hoạt động như một hiệp hội các câu lạc bộ sở hữu độc lập, MLS là một thực thể độc nhất trong đó mỗi đội được sở hữu bởi các nhà đầu tư của giải. Giải đấu có một số lượng cố định đội tham gia, giống như hầu hết các giải đấu thể thao ở Hoa Kỳ và Canada, khiến cho đây là một trong số ít giải đấu bóng đá không áp dụng thăng hạng và xuống hạng.

## Thể thức thi đấu
Mùa giải chính của Major League Soccer kéo dài từ cuối tháng 2 hoặc đầu tháng 3 cho tới tháng 10. Các đội được chia thành hai Liên đoàn phía Đông và phía Tây, mỗi đội thi đấu 34 trận theo các lịch thi đấu khác nhau. Với 29 đội tham dự mùa giải 2023, mỗi đội sẽ thi đấu hai trận trên sân nhà và sân khách với từng đội còn lại trong cùng liên đoàn, cùng với các trận đấu với một số đội thuộc liên đoàn còn lại. Mùa giải 2020 là mùa giải đầu tiên trong lịch sử không áp dụng thể thức mỗi đội phải đá với tất cả các đội còn lại của giải. Ở cuối mỗi mùa giải chính, đội có tổng điểm cao nhất được trao danh hiệu Supporters' Shield và có lợi thế sân nhà trong suốt vòng playoff.
Các đội sẽ tạm nghỉ để thi đấu trận All-Star Game hằng năm ở giữa mùa giải, một trận thi đấu giao hữu với sự góp mặt của các cầu thủ xuất sắc nhất giải. Thể thức thi đấu của All-Star Game đã được thay đổi nhiều lần kể từ khi giải bắt đầu; 2020 là năm đầu tiên trận MLS All-Stars dự kiến sẽ có sự tham gia của đội tuyển ngôi sao đến từ giải Liga MX của México, nhưng sau đó đã phải hủy bỏ do đại dịch COVID-19.
Khác với hầu hết các giải bóng đá lớn trên thế giới, nhưng lại tương tự như các giải thể thao khác ở châu Mỹ, kế sau mùa giải MLS chính thức là một giải đấu knockout để quyết định đội vô địch giải. Mười tám đội (mỗi liên đoàn miền 9 đội) sẽ tham dự vòng playoff Cúp MLS vào tháng 10, và kết thúc sẽ là trận chung kết tranh Cúp MLS vào đầu tháng 12.
Bắt đầu từ mùa giải 2023, vòng playoff Cúp MLS sẽ quy tụ 18 đội (mỗi liên đoàn miền 9 đội), trong đó 2 đội xếp thứ 8 và thứ 9 thi đấu trận wild card, đội thắng sẽ cùng 7 đội đứng đầu trên bảng xếp hạng liên đoàn sau mùa giải chính tại vòng 1. Các đội thi đấu loại trực tiếp một trận duy nhất, ngoại trừ vòng 1 thi đấu theo thể thức loạt trận Bo3 (đấu tối đa 3 trận, đội nào thắng 2 trận trước sẽ giành chiến thắng). Đội có thứ hạng cao hơn sau mùa giải chính sẽ thi đấu trên sân nhà (trừ trận 2 của loạt trận vòng 1 sẽ thi đấu trên sân của đội có thứ hạng thấp hơn).
Lịch thi đấu kéo dài từ xuân tới thu của Major League Soccer trùng với lịch FIFA và các giải bóng đá quốc tế diễn ra vào mùa hè như giải vô địch bóng đá thế giới và Cúp vàng CONCACAF, khiến cho vài cầu thủ có thể phải vắng mặt một số trận tại MLS. Mặc dù MLS từng tính tới chuyện chuyển sang thể thức thi đấu từ thu sang xuân, hiện tại chưa có kế hoạch chuyển đổi chính thức nào. Nếu giải quyết định đổi lịch thi đấu, ban tổ chức sẽ phải áp dụng quãng nghỉ đông nhằm giúp đỡ các đội ở khu vực có thời tiết mùa đông khắc nghiệt. Giải cũng sẽ phải cạnh tranh với các giải đấu thể thao phổ biến khác như National Football League (NFL), National Basketball Association (NBA), và National Hockey League (NHL), tất cả cũng đều theo lịch thi đấu từ thu sang xuân.

### Các giải đấu khác
Các đội tại MLS cũng thi đấu tại các giải quốc nội và quốc tế khác. Hằng năm sẽ có tối đa 10 đội MLS thi đấu tại CONCACAF Champions Cup trước các câu lạc bộ khác trong khu vực CONCACAF. Bốn đội MLS sẽ giành quyền tham dự giải dựa trên kết quả từ mùa giải chính trước đó: 1 đội có tổng điểm cao nhất từ mỗi liên đoàn, trong đó sẽ có một đội đạt danh hiệu Supporter's Shield, cùng 2 đội tiếp theo trên bảng xếp hạng Supporter's Shield. Đội bóng MLS thứ năm được tham dự giải là đội vô địch Cúp MLS. Một đội Hoa Kỳ vô địch Cúp Mỹ Mở rộng sẽ giành quyền tham dự Champions Cup. Ba đội kế tiếp sẽ là 3 đội đứng đầu tại Leagues Cup. Montréal, Toronto và Vancouver sẽ cạnh tranh với các câu lạc bộ Canada khác tại Giải vô địch bóng đá Canada để giành một trong ba suất của Canada tham dự CONCACAF Champions Cup. Kể từ năm 2023, cả 3 câu lạc bộ Canada này có thể giành suất qua đường MLS hoặc Leagues Cup. Nếu một đội đạt nhiều hơn một trong các điều kiện trên, suất tham dự sẽ được dành cho các đội bóng có thành tích cao nhất trong bảng xếp hạng mùa giải trước nhưng chưa đủ điều kiện tham dự. Nếu đội vô địch Cúp Mỹ Mở rộng có vé qua đường MLS và/hoặc Leagues Cup, đội á quân sẽ giành vé; nếu đội á quân cũng giành vé qua đường khác, suất đó sẽ được chuyển về BXH Supporter's Shield. Lưu ý, đội vô địch Cúp MLS và Leagues Cup sẽ giành quyền tham dự vòng 16 đội của CONCACAF Champions Cup, còn tất cả các đội khác sẽ bắt đàu từ vòng 1. Do đó, nếu đội vô địch Leagues Cup cũng vô địch Cúp MLS, đội á quân Cúp MLS sẽ giành quyền tham dự vòng 16 đội; nếu bất cứ đội nào có suất của Leagues Cup giành quyền tham dự qua đường quốc nội (MLS hoặc Liga MX) thì MLS sẽ được trao thêm 1 suất thông qua BXH Supporter's Shield.
Kể từ năm 2018, đội đương kim vô địch Cúp MLS sẽ chơi tại trận tranh Campeones Cup trước đội đạt danh hiệu Campeón de Campeones từ giải Liga MX của México, được tổ chức vào tháng 9. Trận đấu đầu tiên đã diễn ra với chiến thắng 3–1 của Tigres UANL trước Toronto FC vào ngày 19 tháng 9 năm 2018 tại sân BMO Field ở Toronto. Một giải đấu khác với các đại diện của Liga MX, Leagues Cup, được thành lập vào năm 2019. Giải đấu năm 2020 ban đầu được dự định diễn ra tại Hoa Kỳ, có sự tham gia của tám câu lạc bộ MLS thi đấu với tám câu lạc bộ Liga MX theo thể thức đấu loại trực tiếp, nối tiếp sự cạnh tranh giữa hai nền bóng đá từng diễn ra tại North American Superliga, một giải đấu tồn tại từ 2007 đến 2011. Bắt đầu từ năm 2023, Leagues Cup quy tụ tất cả CLB tại MLS và Liga MX, đóng vai trò là cúp vô địch các câu lạc bộ khu vực Bắc Mĩ của CONCACAF.

## Các đội
29 đội của Major League Soccer được chia thành các Liên đoàn phía Đông và phía Tây. Mỗi đội được phép sở hữu lên tới 30 cầu thủ trong danh sách đăng ký ban đầu. Tất cả 30 cầu thủ đều có thể được chọn vào danh sách chính thức gồm 18 người cho từng trận đấu trong mùa giải chính và vòng playoff.
MLS thường xuyên có những sự mở rộng kể từ mùa giải năm 2005. Giải dự định sẽ mở rộng lên 30 đội với sự tham gia của Charlotte FC vào năm 2022, St. Louis City SC vào năm 2023, và Sacramento Republic FC cũng có khả năng gia nhập trong tương lai.
Giải đấu còn có sự xuất hiện của nhiều cúp cạnh tranh phụ, với sự tham gia của hai hoặc nhiều đội, thường là các đội trong cùng khu vực. Mỗi chiếc cúp được trao cho đội có thành tích tốt nhất trong các trận đấu mùa giải chính có sự góp mặt của các đội tham dự cúp đó. Khái niệm này tương tự như những danh hiệu nhỏ của các đội bóng bầu dục Mỹ đại học.
| Đội                    | Thành phố                    | Sân vận động                    | Sức chứa            | Tham gia            | Huấn luyện viên trưởng |
| Liên đoàn phía Đông    | Liên đoàn phía Đông          | Liên đoàn phía Đông             | Liên đoàn phía Đông | Liên đoàn phía Đông | Liên đoàn phía Đông    |
| ---------------------- | ---------------------------- | ------------------------------- | ------------------- | ------------------- | ---------------------- |
| Atlanta United FC      | Atlanta, Georgia             | Sân vận động Mercedes-Benz1     | 42.5005             | 2017                | Gabriel Heinze         |
| Charlotte FC           | Charlotte, Bắc Carolina      | Sân vận động Bank of America1   | 75.523              | 2022                | TBA                    |
| Chicago Fire           | Chicago, Illinois            | Soldier Field1                  | 24.995              | 1998                | Raphaël Wicky          |
| FC Cincinnati          | Cincinnati, Ohio             | Sân vận động TQL2               | 26.000              | 2019                | Jaap Stam              |
| Columbus Crew SC       | Columbus, Ohio               | Lower.com Field2                | 20.371              | 1996                | Caleb Porter           |
| D.C. United            | Washington, D.C.             | Audi Field                      | 20.000              | 1996                | Hernán Losada          |
| Inter Miami CF         | Fort Lauderdale, Florida     | Sân vận động DRV PNK3           | 18.000              | 2020                | Gerardo Martino        |
| CF Montréal            | Montréal, Québec             | Sân vận động Saputo             | 19.619              | 2012                | Laurent Courtois       |
| Nashville SC           | Nashville, Tennessee         | Sân vận động Nissan1 3          | 69.143              | 2020                | Gary Smith             |
| New England Revolution | Foxborough, Massachusetts    | Sân vận động Gillette1 3        | 20.0005             | 1996                | Bruce Arena            |
| New York City FC       | Thành phố New York, New York | Sân vận động Yankee1 3          | 30.3215             | 2015                | Ronny Deila            |
| New York Red Bulls     | Harrison, New Jersey         | Red Bull Arena                  | 25.000              | 1996                | Gerhard Struber        |
| Orlando City SC        | Orlando, Florida             | Sân vận động Exploria           | 25.500              | 2015                | Óscar Pareja           |
| Philadelphia Union     | Chester, Pennsylvania        | Subaru Park                     | 18.500              | 2010                | Jim Curtin             |
| Toronto FC             | Toronto, Ontario             | BMO Field4                      | 28.351              | 2007                | Chris Armas            |
| Liên đoàn phía Tây     |                              |                                 |                     |                     |                        |
| Austin FC              | Austin, Texas                | Sân vận động Q22                | 20.500              | 2021                | Josh Wolff             |
| Colorado Rapids        | Commerce City, Colorado      | Dick's Sporting Goods Park      | 18.061              | 1996                | Robin Fraser           |
| FC Dallas              | Frisco, Texas                | Sân vận động Toyota             | 20.500              | 1996                | Luchi Gonzalez         |
| Houston Dynamo FC      | Houston, Texas               | Sân vận động BBVA               | 22.039              | 2006                | Tab Ramos              |
| LA Galaxy              | Carson, California           | Dignity Health Sports Park      | 27.000              | 1996                | Greg Vanney            |
| Los Angeles FC         | Los Angeles, California      | Sân vận động Banc of California | 22.000              | 2018                | Bob Bradley            |
| Minnesota United FC    | Saint Paul, Minnesota        | Allianz Field                   | 19.400              | 2017                | Adrian Heath           |
| Portland Timbers       | Portland, Oregon             | Providence Park4                | 25.218              | 2011                | Giovanni Savarese      |
| Real Salt Lake         | Sandy, Utah                  | Sân vận động Rio Tinto          | 20.213              | 2005                | Freddy Juarez          |
| San Jose Earthquakes   | San Jose, California         | PayPal Park                     | 18.000              | 1996                | Matías Almeyda         |
| Seattle Sounders FC    | Seattle, Washington          | Lumen Field1                    | 37.7225             | 2009                | Brian Schmetzer        |
| Sporting Kansas City   | Thành phố Kansas, Kansas     | Children's Mercy Park           | 18.467              | 1996                | Peter Vermes           |
| St. Louis City SC      | St. Louis, Missouri          | CityPark                        | 22.500              | 2023                | Bradley Carnell        |
| Vancouver Whitecaps FC | Vancouver, British Columbia  | BC Place1                       | 22.1205             | 2011                | Marc Dos Santos        |

Ghi chú
1 Cơ sở dùng chung; không phải là một sân vận động dành riêng cho bóng đá 
2 Sân vận động dự kiến mở cửa vào mùa giải 2021 
3 Đội dự định chuyển đến một sân vận động dành riêng cho bóng đá 
4 Cơ sở dùng chung; là một sân vận động dành riêng cho bóng đá 
5 Giảm sức chứa bình thường cho bóng đá; có thể tăng lên 

### Các đội tương lai
| Các đội trong tương lai | Các đội trong tương lai | Các đội trong tương lai  | Các đội trong tương lai | Các đội trong tương lai | Các đội trong tương lai |
| Đội                     | Thành phố               | Sân vận động             | Sức chứa                | Tham gia                | Huấn luyện viên trưởng  |
| ----------------------- | ----------------------- | ------------------------ | ----------------------- | ----------------------- | ----------------------- |
| San Diego FC            | San Diego, California   | Sân vận động Snapdragon1 | 35.000                  | 2025                    | TBA                     |

Ghi chú
1 Cơ sở dùng chung; không phải là một sân vận động dành riêng cho bóng đá 
6 Việc bổ sung Sacramento đã được lùi vô thời hạn sau khi nhà đầu tư chính Ron Burkle rút lui. 

### Mốc thời gian
Đội bóng đang thi đấu Đội bóng cũ Các đội trong tương lai Các giải đấu khác

## Lịch sử
Major League Soccer là giải đấu thành lập gần đây nhất trong số một loạt các giải bóng đá chuyên nghiệp quốc gia từng tồn tại tại Hoa Kỳ và Canada. Tiền thân của MLS là North American Soccer League (NASL), được tổ chức từ 1968 đến 1984.

### Thành lập

Các chức vô địch của D.C. United (2007): bốn lần vô địch Cúp MLS, các danh hiệu vô địch CONCACAF Champions League, Copa Interamericana, MLS Supporters' Shield và Cúp Mỹ Mỏ rộng Lamar Hunt.

Vào năm 1988, để đổi lấy việc FIFA trao quyền đăng cai World Cup 1994, Liên đoàn bóng đá Hoa Kỳ cam kết thành lập giải đấu cấp cao nhất trong hệ thống thi đấu bóng đá chuyên nghiệp. Vào năm 1993, Liên đoàn bóng đá Hoa Kỳ đã chọn Major League Professional Soccer (tiền thân của MLS) làm giải bóng đá chuyên nghiệp hạng cao nhất (hạng 1). Major League Soccer chính thức được thành lập vào tháng 2 năm 1995 dưới dạng công ty trách nhiệm hữu hạn.
Tab Ramos là cầu thủ đầu tiên ký hợp đồng với MLS, vào ngày 3 tháng 1 năm 1995, được chỉ định về đội New York/New Jersey MetroStars. MLS bắt đầu thi đấu từ năm 1996 với mười đội. Trận đấu đầu tiên được tổ chức vào ngày 6 tháng 4 năm 1996: San Jose Clash đã đánh bại D.C. United trước sự chứng kiến của 31.000 khán giả tại Sân vận động Spartan, San Jose trong trận đấu được phát sóng trên ESPN. Giải đấu đã tạo ra được một vài sự chú ý nhờ thu hút các cầu thủ ngôi sao từ World Cup 1994 tới chơi tại MLS—trong đó có các ngôi sao của đội tuyển Mỹ như Alexi Lalas, Tony Meola và Eric Wynalda, cùng với các cầu thủ ngoại như Jorge Campos của México và Carlos Valderrama của Colombia.
D.C. United won the MLS Cup in three of the league's first four seasons. Giải lần đầu tiên mở rộng thêm hai đội vào năm 1998—hai câu lạc bộ Miami Fusion và Chicago Fire; Chicago Fire đã giành chức vô địch ngay ở mùa giải đầu tiên tham dự.
Sau mùa giải đầu tiên, số lượng khán giả tới xem MLS giảm sút. Một phần nguyên nhân của sự sa sút này là do tám trong tổng số mười đội ban đầu của giải phải thi đấu trên các sân vận động bóng bầu dục Mỹ.
Một trong những lý do khác khiến cổ động viên rời xa MLS là do những luật lệ mới được giải thử nghiệm trong những năm đầu tiên nhằm "Mỹ hóa" môn thể thao này. Mọi trận đấu có tỉ số hòa sẽ được phân định thắng thua bằng loạt sút luân lưu. MLS còn áp dụng đồng hồ đếm ngược: mỗi hiệp sẽ kết thúc khi đồng hồ điểm 0:00. Sau này ban tổ chức đã nhận thấy các thay đổi trên không những khiến các cổ động viên bóng đá truyền thống quay lưng mà còn không thu hút được thêm các khán giả Mỹ từ những môn thể thao khác; hai điều luật trên đã được dỡ bỏ sau mùa giải 1999.
Chất lượng chuyên môn của giải bị đặt dấu hỏi khi đội tuyển bóng đá quốc gia Hoa Kỳ, với thành phần chủ yếu là các cầu thủ tại MLS, chung cuộc chỉ đứng vị trí cuối cùng tại World Cup 1998.
Major League Soccer lỗ ước tính 250 triệu USD trong năm năm đầu, và tổng cộng hơn 350 triệu USD trong khoảng thời gian từ khi thành lập đến năm 2004.
Khó khăn tài chính khiến Trưởng ban tổ chức giải Doug Logan phải nhường ghế cho Don Garber, một cựu giám đốc của NFL, vào tháng 8 năm 1999. Sau khoảng thời gian khán giả giảm sút, khoản lỗ liên tiếp tăng, tới cuối năm 2001, các quan chức giải đã tính đến chuyện chấm dứt, nhưng cuối cùng đã có được thêm nguồn hỗ trợ tài chính từ các chủ sở hữu Lamar Hunt, Philip Anschutz và gia tộc Kraft để gánh vác thêm nhiều đội bóng. Đến tháng 2 năm 2002, MLS tuyên bố quyết định giải thể hai đội Tampa Bay Mutiny và Miami Fusion, từ đó giải chỉ còn lại mười câu lạc bộ.

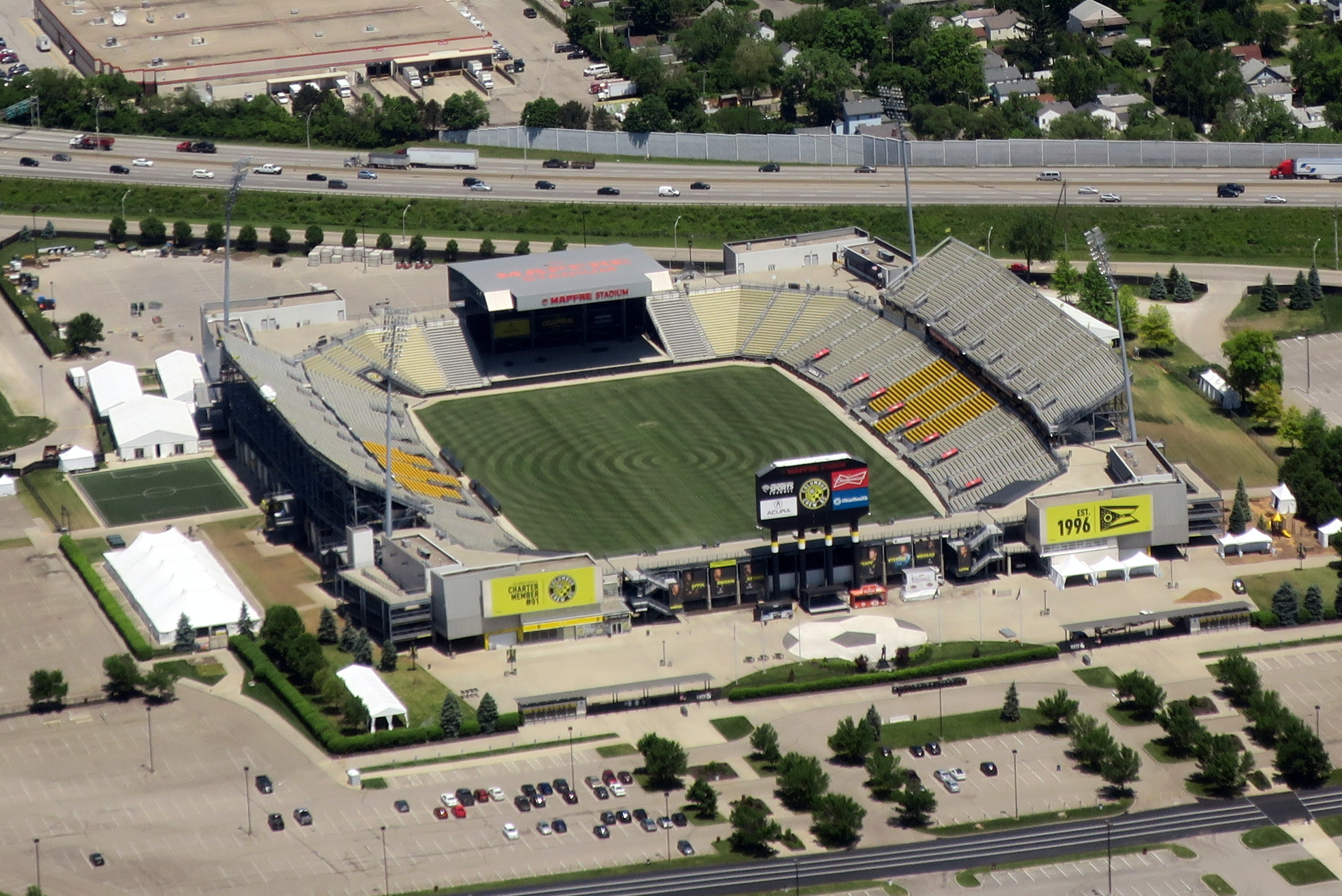
Hoàn thành vào năm 1999, sân vận động của đội Columbus Crew (hình chụp năm 2018) là sân vận động đầu tiên dành riêng cho bóng đá trong lịch sử ngắn ngủi của giải đấu.

Bất chấp khó khăn về tài chính, MLS vẫn có một số thành tựu tạo tiền đề cho sự hồi sinh của giải sau này. Sân vận động Columbus Crew, nay có tên là Sân vận động Mapfre, hoàn thành năm 1999, là sân vận động đầu tiên của MLS dành riêng cho môn bóng đá. Sự kiện này khởi đầu cho xu hướng tự xây dựng sân thi đấu riêng của các đội tại MLS thay cho các sân bóng bầu dục.
Năm 2000, ban tổ chức giải giành thắng lợi trong vụ kiện chống độc quyền Fraser v. Major League Soccer do các cầu thủ đệ đơn vào năm 1996. Tòa đưa phán quyết rằng chính sách ký hợp đồng tập trung với các cầu thủ và giới hạn mức lương cho họ cùng các hạn chế khác là những biện pháp hợp lệ nhằm duy trì khả năng thanh toán và cân bằng cạnh tranh.

### Hồi sinh
FIFA World Cup 2002, giải đấu mà Hoa Kỳ bất ngờ vào được tới vòng tứ kết, khởi đầu cho sự hồi sinh của bóng đá Mỹ và giải MLS. Trận tranh Cúp MLS 2002 thu hút 61.316 khán giả tới Sân vận động Gillette, con số khán giả tại một trận chung kết Cúp MLS lớn nhất cho tới năm 2018. MLS bắt đầu giới hạn các đội chỉ được thay ba cầu thủ mỗi trận vào năm 2003, và chính thức áp dụng luật của IFAB vào năm 2005.
MLS trải qua giai đoạn chuyển giao trong những năm tiến tới World Cup 2006. Sau thời gian giải đấu được tiếp thị bằng tài năng của các cầu thủ Mỹ, MLS bắt đầu mất đi một số ngôi sao trong nước khi họ sang thi đấu tại các giải châu Âu. Trong số đó có Tim Howard, được chuyển nhượng sang Manchester United với trị giá 4 triệu USD, một trong những bản hợp đồng béo bở nhất trong lịch sử giải đấu. Nhiều cầu thủ Mỹ khác bắt đầu tạo nên sức ảnh hưởng lớn tới MLS. Năm 2005, Jason Kreis trở thành cầu thủ đầu tiên ghi 100 bàn thắng tại MLS.
Trong kế hoạch ổn định tài chính của giải, các đội bóng sẽ chủ trương chuyển sân nhà từ các sân bóng bầu dục Mỹ sang các sân vận động dành riêng cho bóng đá. Từ năm 2003 tới 2008, giải có thêm sáu sân vận động bóng đá nữa được xây dựng, nguồn vốn chủ yếu đến từ các chủ sở hữu như Lamar Hunt và Phil Anschutz; tới cuối năm 2008, phần lớn các đội đều đã có các sân vận động bóng đá chuyên dụng.
Đây cũng là thời kỳ MLS có những sự mở rộng đầu tiên kể từ năm 1998. Hai câu lạc bộ Real Salt Lake và Chivas USA bắt đầu thi đấu từ mùa giải 2005, trong đó Chivas USA là câu lạc bộ thứ hai có đại bản doanh tại Los Angeles. Tới năm 2006, chủ sở hữu, các cầu thủ cùng một số thành viên ban huấn luyện của San Jose Earthquakes  chuyển tới Texas để thành lập đội Houston Dynamo, sau khi bất thành trong việc xây sân vận động ở San Jose. Dynamo trở thành một đội bóng mới, với ban lãnh đạo mới từ San Jose được thành lập vào năm 2007.

### Luật Cầu thủ chỉ định

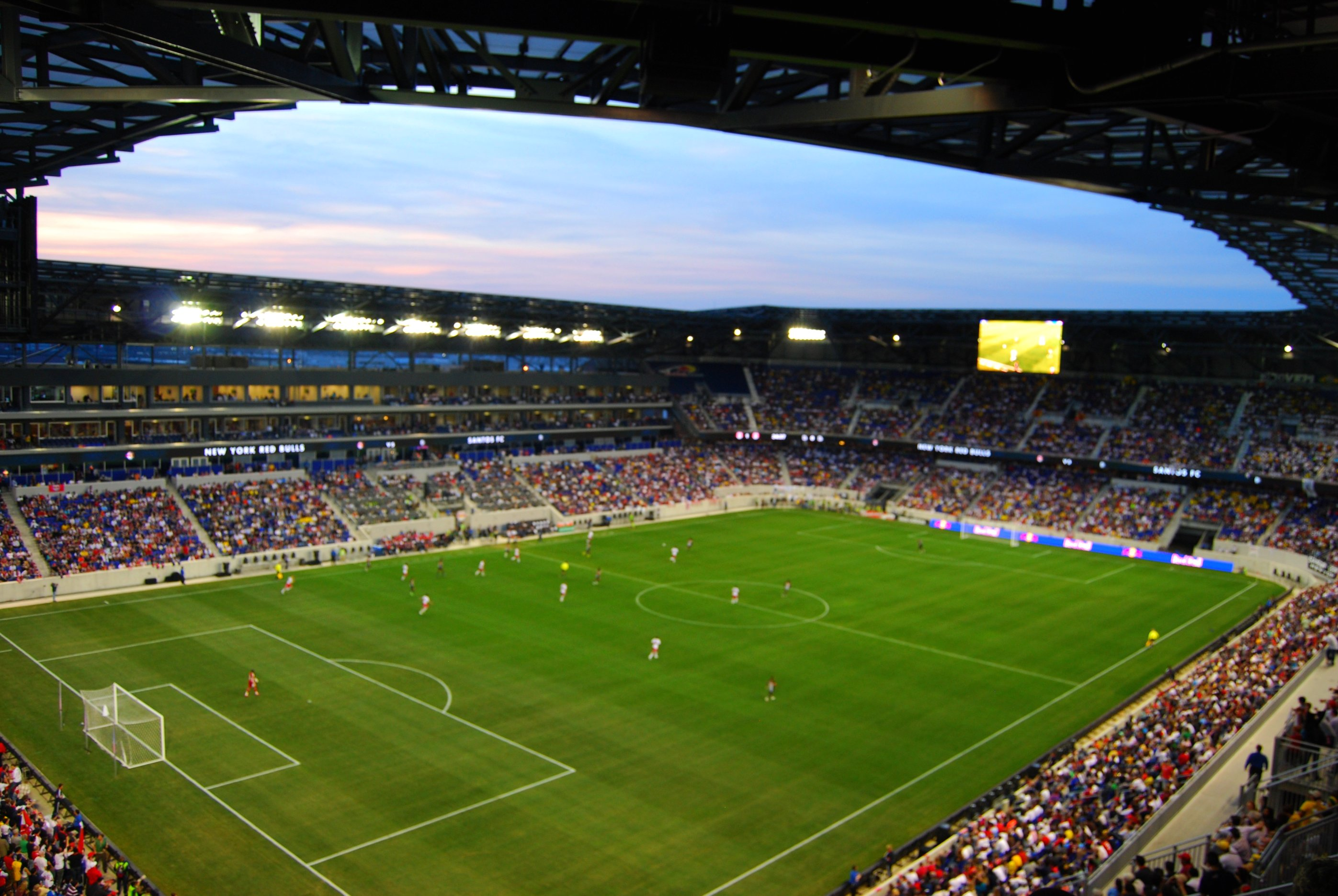
Mùa giải 2010 còn chứng kiến sự ra mắt của Red Bull Arena, sân vận động bóng đá chuyên dụng của đội New York Red Bulls.

Vào năm 2007, giải đấu được mở rộng ra ngoài biên giới Hoa Kỳ, với sự tham gia của đội bóng mới Toronto FC tới từ Canada. Với mong muốn nâng cao hơn nữa chất lượng giải đấu, MLS quyết định áp dụng Luật Cầu thủ chỉ định, giúp đưa về giải đấu những ngôi sao bóng đá quốc tế.
Mùa giải 2007 chứng kiến lần đầu tiên David Beckham thi đấu tại MLS. Bản hợp đồng với Beckham xảy ra là nhờ có Luật Cầu thủ chỉ định, và nó được xem như một thành công bất ngờ với bóng đá Mỹ. Các cầu thủ như Cuauhtémoc Blanco (Chicago Fire) và Juan Pablo Ángel (New York Red Bulls) nằm trong số những Cầu thủ chỉ định đầu tiên có những đóng góp to lớn với các câu lạc bộ tại giải.
Sự ra đi của Clint Dempsey và Jozy Altidore, cùng với màn trở lại của các cựu ngôi sao đội tuyển Mỹ Claudio Reyna và Brian McBride là những ví dụ tiêu biểu cho xu hướng đưa các tài năng trẻ tới châu Âu và đem các lão tướng kinh nghiệm về MLS.
Đến năm 2008, San Jose trở lại giải với chủ sở hữu mới, và vào năm 2009, đội bóng mới Seattle Sounders FC bắt đầu chơi tại MLS. Sounders đã lập kỷ lục về số lượng khán giả trung bình đến sân cao nhất giải, với 30.943 cổ động viên mỗi trận, và cũng là đội bóng mới tham dự đầu tiên giành vé vào vòng playoff kể từ năm 1998. Mùa giải 2010 tiếp tục được chào đón đội bóng mới Philadelphia Union cùng với sân nhà mới xây dựng PPL Park (nay có tên là Sân vận động Talen Energy). Năm 2010 cũng là năm hoàn thành sân vận động bóng đá mới của câu lạc bộ New York Red Bulls, Red Bull Arena, cùng với sự xuất hiện của tiền đạo người Pháp Thierry Henry.
Mùa giải 2011 tiếp tục chứng kiến sự mở rộng với việc bổ sung hai câu lạc bộ Vancouver Whitecaps FC, đội MLS thứ hai tại Canada, và Portland Timbers. Câu lạc bộ Real Salt Lake còn tiến sâu tới chung kết CONCACAF Champions League 2010–11.
Trong mùa giải 2011, đội Galaxy tiếp tục chiêu mộ thêm một ngôi sao quốc tế khác là Robbie Keane, cầu thủ nắm giữ kỷ lục ghi bàn nhiều nhất mọi thời đại cho đội tuyển Cộng hòa Ireland. Lượng khán giả trung bình đến xem các trận đấu tại MLS trong năm 2011 là 17.872, cao hơn cả con số tại các giải NBA và NHL. Tới năm 2012, Montreal Impact trở thành đội bóng thứ 19 của giải và thứ ba tại Canada, thu hút được 58.912 khán giả tới cổ vũ trong trận sân nhà đầu tiên tại MLS, trong khi New York Red Bulls bổ sung thêm Tim Cahill, cầu thủ nắm kỷ lục ghi bàn nhiều nhất mọi thời đại cho đội tuyển quốc gia Úc.

### 2013–nay

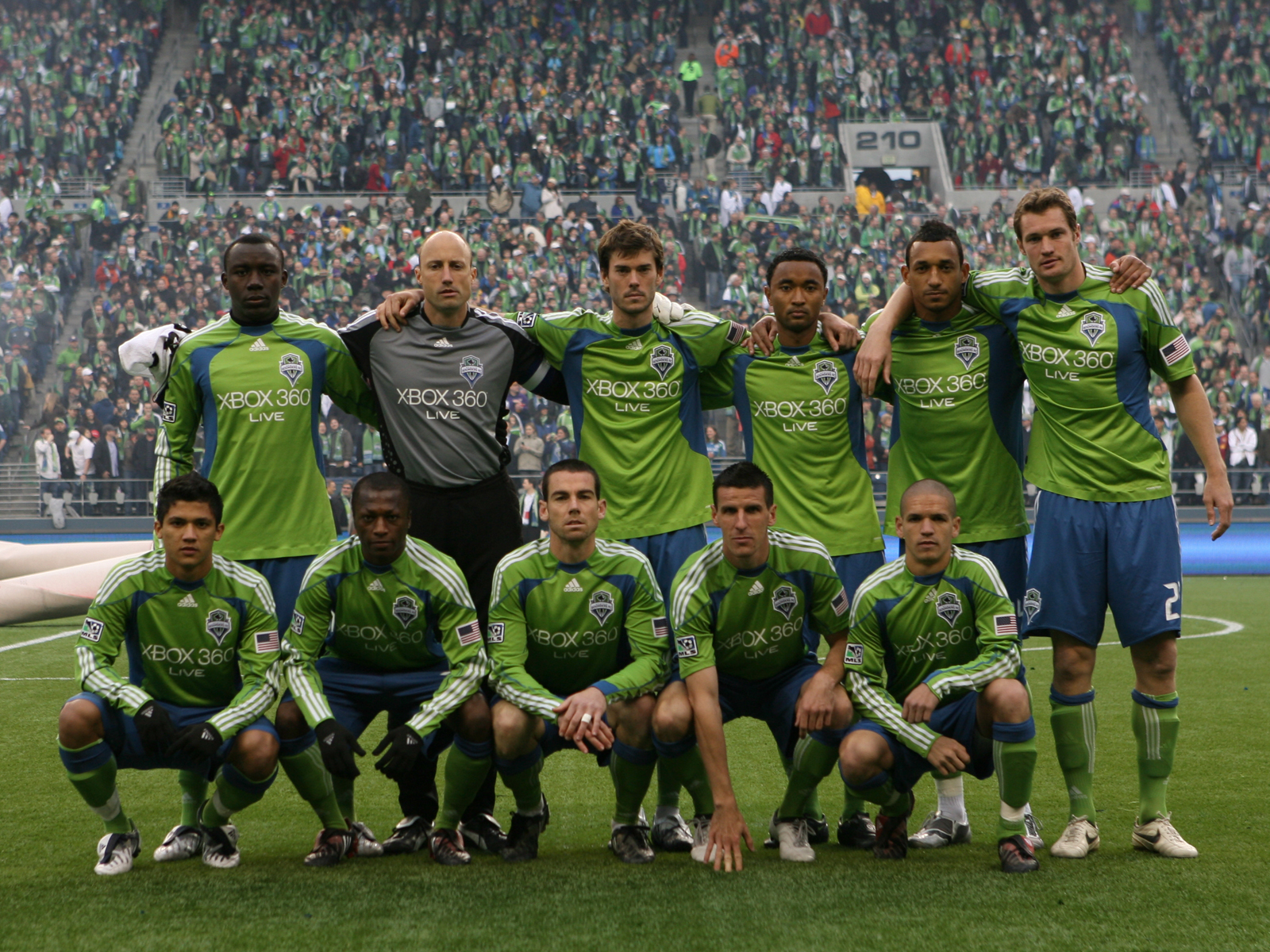
Seattle Sounders (2009).

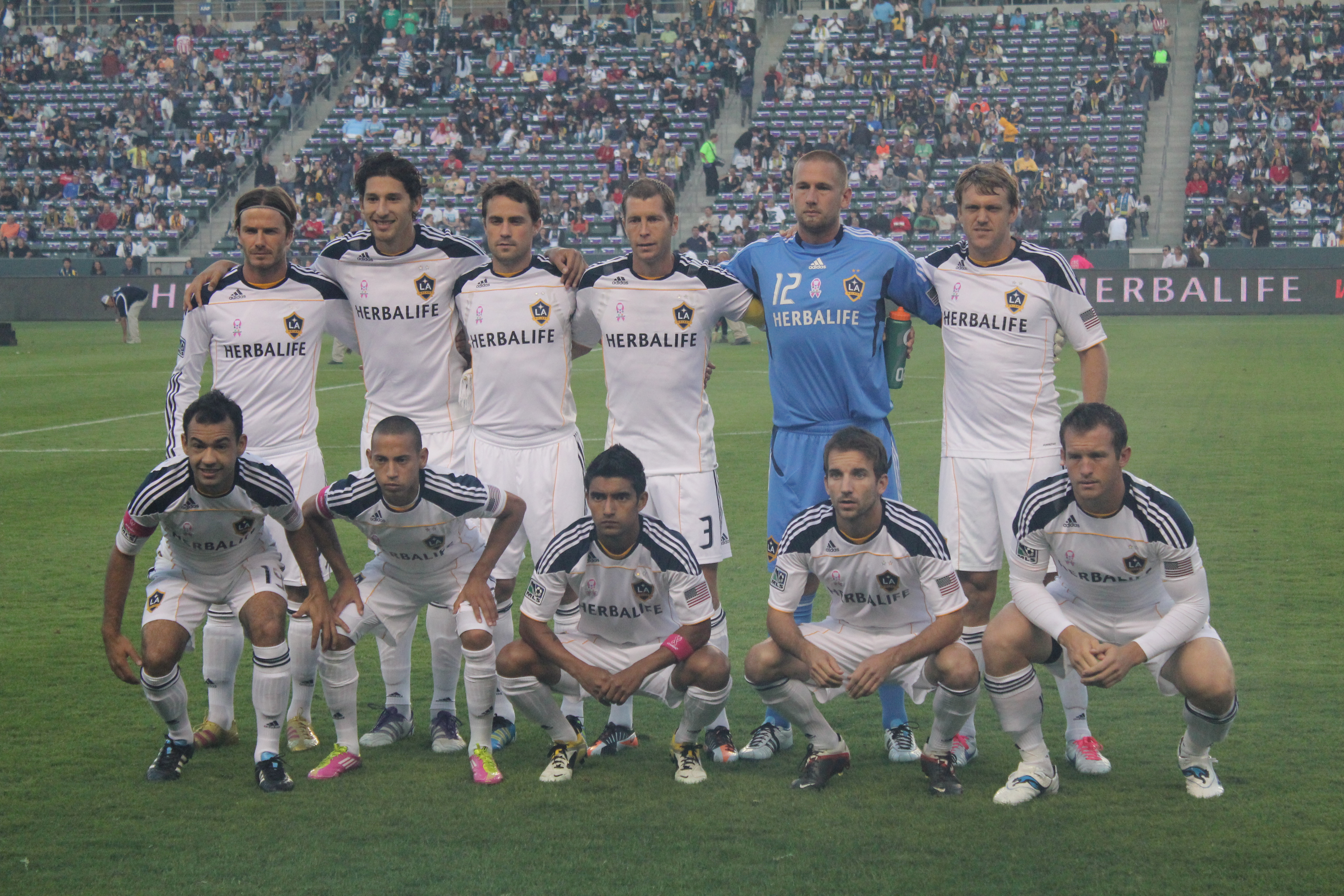
Los Angeles Galaxy (2011).

Với lượng khán giả trung bình đến sân đạt 20.000 mỗi trận, MLS sở hữu lượng khán giả trung bình đứng thứ ba trong số các giải thi đấu thể thao tại Hoa Kỳ, chỉ đứng sau National Football League (NFL) và Major League Baseball (MLB), đồng thời cũng là giải bóng đá đông khán giả thứ bảy thế giới tính đến  năm 2013.
Vào năm 2013, MLS tiếp tục ra mắt hai đội bóng New York City FC và Orlando City Soccer Club, nâng tổng số đội lên 21. Hai câu lạc bộ này đã bắt đầu thi đấu tại giải từ năm 2015.
Vào năm 2013, giải áp dụng sáng kiến "Cầu thủ chủ chốt" (Core Players) nhằm giúp các đội giữ lại các cầu thủ quan trọng bằng các khoản tiền giữ chân, tránh tình trạng để mất cầu thủ sang chơi tại các giải ở nước ngoài. Trong số các cầu thủ chủ chốt được tái ký hợp đồng vào năm 2013 bằng các khoản tiền giữ chân là hai tuyển thủ quốc gia Hoa Kỳ Graham Zusi và Matt Besler.
Bắt đầu từ hè 2013 và tiếp tục cho tới World Cup 2014, MLS bắt đầu chiêu mộ các ngôi sao Mỹ đang thi đấu ở nước ngoài, trong đó có Clint Dempsey, Jermaine Jones và Michael Bradley từ châu Âu; và DaMarcus Beasley từ Liga MX của México. Tới mùa giải 2014, 15 trong tổng số 19 huấn luyện viên trưởng tại MLS đều là các cựu cầu thủ từng chơi tại giải đấu này. Tới năm 2013, mức độ phổ biến của MLS đã tăng tới mức ngang ngửa Major League Baseball với các khán giả độ tuổi từ 12 đến 17, theo khảo sát năm 2013 của Luker on Trends ESPN.
Vào năm 2014, giải đấu thông báo đội bóng thứ 22, Atlanta United FC, sẽ bắt đầu thi đấu từ năm 2017. Mặc dù cả New York City FC và Orlando City đều phải đến 2015 mới bắt đầu thi đấu, hai đội vẫn tạo ra được sự chú ý trong thị trường chuyển nhượng hè 2014 bằng việc ra mắt các Cầu thủ chỉ định đầu tiên – New York lần lượt chiêu mộ hai cây săn bàn hàng đầu của đội tuyển quốc gia Tây Ban Nha và Chelsea là David Villa và Frank Lampard, trong khi Quả bóng vàng châu Âu Kaká tới thi đấu cho Orlando. Có tới 21 cầu thủ tại MLS ra sân thi đấu cho các đội tuyển quốc gia tại World Cup 2014, trong đó có số lượng kỷ lục 11 cầu thủ MLS khoác áo các đội tuyển ở nước ngoài – bao gồm cả các đội mạnh như Brazil (Júlio César) và Tây Ban Nha (David Villa); trong trận đấu giữa Hoa Kỳ và Đức, đội tuyển Hoa Kỳ ra sân với đội hình gồm bảy cầu thủ chơi tại MLS.
Vào ngày 18 tháng 9 năm 2014, MLS cho ra mắt biểu trưng mới của giải đấu. Ngoài thiết kế mới, biểu trưng này còn có nhiều phiên bản màu sắc khác nhau trên áo đấu của mỗi đội bóng. Trong khi Chivas USA tuyên bố giải thể sau mùa giải 2014, New York City FC và Orlando City SC đã bắt đầu tham dự giải vào năm 2015, lần lượt trở thành đội bóng thứ 19 và 20 của MLS. Sporting Kansas City và Houston Dynamo chuyển tư cách thành viên từ Liên đoàn phía Đông sang Liên đoàn phía Tây vào năm 2015, khiến mỗi liên đoàn đều có cùng số đội bóng là 10.
Vào đầu năm 2015, giải thông báo sẽ có thêm hai đội—Los Angeles FC và Minnesota United—tham dự vào năm 2017 hoặc 2018. Mùa giải thứ 20 của MLS chứng kiến sự xuất hiện của nhiều cầu thủ đã từng thi đấu tại các cấp độ cao nhất của bóng đá châu Âu và quốc tế: Giovanni dos Santos, Kaká, Andrea Pirlo, Frank Lampard, Steven Gerrard, Didier Drogba, David Villa và Sebastian Giovinco. MLS chính thức xác nhận vào tháng 8 năm 2016 rằng Minnesota United sẽ bắt đầu thi đấu từ 2017 cùng với Atlanta United FC.
Vào tháng 4 năm 2016, trưởng ban tổ chức giải Don Garber một lần nữa nhắc tới ý định mở rộng giải lên 28 đội, trong đó lần mở rộng tiếp theo "nhiều khả năng diễn ra vào năm 2020". Vào tháng 12 năm 2016, kế hoạch mở rộng của ông được bổ sung và giải sẽ tiến tới gia nhập các đội thứ 25 và 26 vào năm 2017, tới năm 2020 các đội này sẽ bắt đầu thi đấu. Tới tháng 1 năm 2017, giải đã nhận được 12 đơn xin đấu thầu từ các doanh nghiệp.
Vào tháng 7 năm 2017, MLS được cho là đã từ chối lời mời mua toàn bộ bản quyền truyền hình giải của MP & Silva sau khi hợp đồng hiện tại với các đài Fox, ESPN và Univision kết thúc. Trong đề nghị thỏa thuận này, MP & Silva đưa ra điều kiện Major League Soccer phải áp dụng hệ thống thăng và xuống hạng. Ban tổ chức giải cho biết lời đề nghị trên bị từ chối do thỏa thuận độc quyền hiện tại với các đài bắt buộc họ phải tiếp tục đàm phán để gia hạn chính hợp đồng đó. Ngoài ra, truyền thông cũng nhấn mạnh MLS từ lâu đã phản đối việc áp dụng hệ thống thăng và xuống hạng, và sẽ tiếp tục tận dụng mô hình cố định như các giải thể thao khác tại Hoa Kỳ. Riccardo Silva, nhà sáng lập của MP & Silva, cũng là chủ sở hữu của Miami FC, đội bóng chơi tại giải hạng dưới NASL. Nếu thỏa thuận trên thành công, đội bóng của ông được cho là sẽ được hưởng lợi nhờ chính sách thăng và xuống hạng.
Vào tháng 10 năm 2017, chủ tịch câu lạc bộ Columbus Crew SC Anthony Precourt tuyên bố kế hoạch chuyển đội bóng về Austin, Texas trước năm 2019. Kế hoạch trên gây ra những phản ứng dữ dội và chính quyền bang Ohio đã thực hiện các biện pháp pháp lý nhằm phản đối quyết định trên của giải. Vào ngày 15 tháng 8 năm 2018, Hội đồng Thành phố Austin bỏ phiếu chấp thuận cho Precourt chuyển trụ sở của Crew SC về Austin; tới ngày 22 tháng 8 năm 2018, câu lạc bộ ra mắt tên gọi mới là Austin FC. Sau khi công bố các cuộc đàm phán giữa Precourt và Jimmy Haslam, chủ sở hữu của Cleveland Browns, MLS cho biết Austin sẽ chỉ có đội bóng mới sau khi hoàn thành thỏa thuận bán Columbus cho một doanh nghiệp khác tại địa phương. Công ty của Haslam chính thức hoàn thành thương vụ mua lại Crew SC vào cuối tháng 12 năm 2018, và đến ngày 15 tháng 1 năm 2019, Austin FC chính thức được tuyên bố là đội bóng mới của MLS vào năm 2021.
Vào ngày 20 tháng 12 năm 2017, MLS thông báo sẽ tạo điều kiện thành lập đội bóng mới cho thành phố Nashville, Tennessee, với sân nhà là Sân vận động Nashville Fairgrounds, một sân vận động 27.000 chỗ sắp khởi công dành riêng cho bóng đá. Đội bóng mới sẽ tham dự MLS vào năm 2020. Chủ sở hữu mới của đội Nashville thông báo vào tháng 2 năm 2019 rằng phía MLS sẽ sử dụng tên gọi Nashville SC, tên của một đội bóng cũ từng giành chức vô địch USL Championship tại thành phố này.

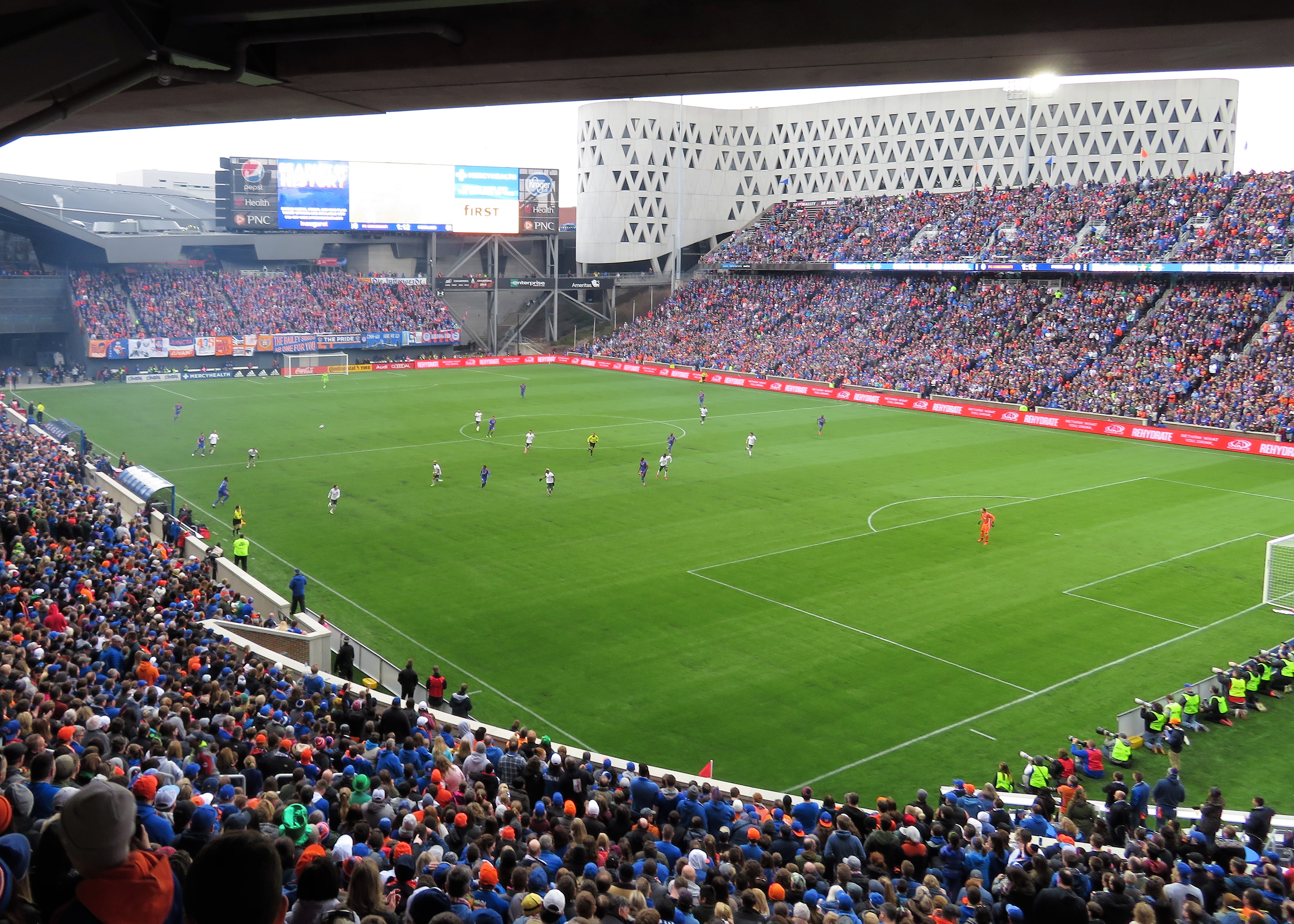
Trận sân nhà đầu tiên của FC Cincinnati tại MLS thu hút 32.250 khán giả đến sân.

Vào ngày 29 tháng 1 năm 2018, MLS tuyên bố trao cho Miami một đội bóng mới do David Beckham làm chủ tịch. Inter Miami CF sẽ bắt đầu chơi tại mùa giải 2020 và cũng sẽ sớm khánh thành một sân vận động 25.000 chỗ. Thêm một đội bóng mới nữa được thành lập dành cho thành phố Cincinnati, Ohio vào ngày 29 tháng 5 năm 2018, với thành phần ban lãnh đạo được đưa từ đội FC Cincinnati tại giải USL. Đội bóng mới tiếp tục sử dụng tên cũ là FC Cincinnati, bắt đầu thi đấu tại MLS vào năm 2019 và sẽ chuyển tới sân nhà mới vào năm 2021 với sức chứa tối thiểu 26.000 chỗ.
Vào năm 2013, New York City FC đã chấp thuận trả khoản phí kỷ lục 100 triệu USD để giành quyền chơi tại MLS vào năm 2015. Kỷ lục này đã bị vượt qua bởi FC Cincinnati vào năm 2019 và Nashville SC vào năm 2020, mỗi đội đã phải trả 150 triệu USD để thi đấu tại MLS. Mặc dù ra mắt vào tháng 1 năm 2018, Inter Miami CF chỉ phải trả khoản phí gia nhập là 25 triệu USD nhờ một điều khoản có trong hợp đồng thi đấu của chủ tịch David Beckham ký hồi năm 2007. Chủ sở hữu mới của Columbus Crew SC cũng phải trả 150 triệu USD vào năm 2018, giúp cho người chủ cũ có thể thành lập Austin FC và giành quyền tham dự MLS vào năm 2021. MLS cũng tuyên bố các doanh nghiệp muốn sở hữu các đội bóng thứ 28 và 29 sẽ phải trả khoản phí gia nhập là 200 triệu USD.
Giải dự định sẽ tiếp tục mở rộng lên 30 đội với sự tham gia của Austin FC vào năm 2021, Charlotte vào năm 2022, và hai đội Sacramento cùng St. Louis vào năm 2023; tuy nhiên con số này chỉ còn là 29 sau khi gói thầu của Sacramento bị tạm dừng vô thời hạn. Trưởng ban tổ chức Don Garber đề xuất thêm một lần mở rộng nữa, nâng tổng số đội tại MLS lên con số 32.
Cùng với các giải thể thao khác tại Hoa Kỳ, MLS đã phải tạm dừng mùa giải 2020 vào ngày 12 tháng 3 năm 2020 do đại dịch COVID-19. Mùa giải 2020 trở lại vào tháng 7 với Giải MLS is Back, một giải đấu có sự góp mặt của 24 trong số 26 đội tại MLS. Các đội sẽ thi đấu tập trung tại ESPN Wide World of Sports Complex, Orlando để giành một suất tham dự CONCACAF Champions League. Vào tháng 9 năm 2020, giải đấu tuyên bố thành lập MLS Next, một hệ thống các giải đấu dành cho các đội trẻ tại MLS ở cấp độ từ U-13 tới U-19.

## Các đội vô địch giải
Tính tới mùa giải 2024, 32 câu lạc bộ đã tham gia tranh tài, trong đó 15 đội đã giành ít nhất một chức vô địch Cúp MLS, và 17 đội giành được ít nhất một danh hiệu Supporters' Shield. Đã có bảy lần cả hai danh hiệu được trao cho cùng câu lạc bộ trong cùng một năm (đã có hai câu lạc bộ làm được điều này hai lần).
Các danh hiệu Cúp MLS và Supporters' Shield
| Đội                            | Cúp MLS | Mùa giải                           | Supporters' Shields | Mùa giải               | Tổng số | Số mùa thi đấu tại MLS |
| ------------------------------ | ------- | ---------------------------------- | ------------------- | ---------------------- | ------- | ---------------------- |
| LA Galaxy                      | 6       | 2002, 2005, 2011, 2012, 2014, 2024 | 4                   | 1998, 2002, 2010, 2011 | 10      | 29                     |
| D.C. United                    | 4       | 1996, 1997, 1999, 2004             | 4                   | 1997, 1999, 2006, 2007 | 8       | 29                     |
| Columbus Crew SC               | 2       | 2008, 2020                         | 3                   | 2004, 2008, 2009       | 5       | 29                     |
| San Jose Earthquakes           | 2       | 2001, 2003                         | 2                   | 2005, 2012             | 4       | 27                     |
| Sporting Kansas City           | 2       | 2000, 2013                         | 1                   | 2000                   | 3       | 29                     |
| Seattle Sounders FC            | 2       | 2016, 2019                         | 1                   | 2014                   | 3       | 16                     |
| Houston Dynamo FC              | 2       | 2006, 2007                         | 0                   | –                      | 2       | 19                     |
| Chicago Fire FC                | 1       | 1998                               | 1                   | 2003                   | 2       | 27                     |
| Toronto FC                     | 1       | 2017                               | 1                   | 2017                   | 2       | 18                     |
| Real Salt Lake                 | 1       | 2009                               | 0                   | –                      | 1       | 20                     |
| Colorado Rapids                | 1       | 2010                               | 0                   | –                      | 1       | 29                     |
| Portland Timbers               | 1       | 2015                               | 0                   | –                      | 1       | 14                     |
| Atlanta United FC              | 1       | 2018                               | 0                   | –                      | 1       | 8                      |
| New York City FC               | 1       | 2021                               | 0                   | –                      | 1       | 10                     |
| Los Angeles FC                 | 1       | 2022                               | 2                   | 2019, 2022             | 3       | 7                      |
| New York Red Bulls             | 0       | –                                  | 3                   | 2013, 2015, 2018       | 3       | 29                     |
| FC Dallas                      | 0       | –                                  | 1                   | 2016                   | 1       | 29                     |
| Philadelphia Union             | 0       | –                                  | 1                   | 2020                   | 1       | 11                     |
| New England Revolution         | 0       | –                                  | 1                   | 2021                   | 1       | 29                     |
| Tampa Bay Mutiny               | 0       | –                                  | 1                   | 1996                   | 1       | 6                      |
| Miami Fusion                   | 0       | –                                  | 1                   | 2001                   | 1       | 4                      |
| FC Cincinnati                  | 0       | –                                  | 1                   | 2023                   | 1       | 6                      |
| Inter Miami CF                 | 0       | –                                  | 1                   | 2024                   | 1       | 4                      |
| Đội giải thể sau mùa giải 2001 |         |                                    |                     |                        |         |                        |

## Tổ chức

### Sở hữu
Major League Soccer hoạt động theo cấu trúc một thực thể đơn nhất, trong đó các đội và hợp đồng cầu thủ đều thuộc sở hữu tập trung của giải đấu. Mỗi đội đều có một nhà đầu tư-điều hành cũng là cổ đông của giải đấu. Để kiểm soát chi phí, MLS có nhiệm vụ chia sẻ lợi nhuận và nắm giữ mọi hợp đồng cầu thủ thay vì ký riêng với các đội bóng. Trong Fraser v. Major League Soccer, một vụ kiện được các cầu thủ đệ trình vào năm 1996 và kết thúc vào năm 2002, ban tổ chức giải đã giành phần thắng khi tòa đưa ra phán quyết rằng MLS là một thực thể đơn nhất có đủ điều kiện pháp lý ký tập trung hợp đồng với các cầu thủ. Tòa cũng đưa ra phán quyết rằng kể cả khi không có thỏa thuận tập thể, các cầu thủ vẫn có thể xin chơi tại các giải đấu khác nếu không thỏa mãn.
Việc một nhà đầu tư duy nhất vận hành nhiều câu lạc bộ là điều bắt buộc trong 10 năm đầu của giải. Có thời điểm công ty AEG của Phil Anschutz vận hành tới sáu đội bóng MLS, Hunt Sports của Lamar Hunt cũng từng vận hành tới ba đội. Vào năm 2002 ban tổ chức giải tuyên bố thay đổi thỏa thuận vận hành giữa giải và các đội nhằm cải thiện lợi nhuận của các đội và khuyến khích thêm nhà đầu tư vào các câu lạc bộ. Những thay đổi trên bao gồm cho phép các nhà điều hành thêm các quyền với một số cầu thủ được hệ thống học viện của đội đào tạo, chia sẻ lợi nhuận của Soccer United Marketing cho các đội, và cho phép các câu lạc bộ bán quyền tài trợ áo đấu.
Khi MLS gần tiến tới mục tiêu lãi vào năm 2006 và đã có các kế hoạch mở rộng đáng kể, giải đấu tuyên bố mong muốn các câu lạc bộ có một nhà điều hành riêng. MLS đã thu hút được các nhà đầu tư mới bơm thêm tiền vào giải. Trong số đó có thể kể đến thương vụ mua lại MetroStars của Red Bull từ tay AEG vào năm 2006 với giá trên 100 triệu USD. Tại mùa giải 2014, ban lãnh đạo giải phải nắm quyền kiểm soát câu lạc bộ cũ Chivas USA sau khi đội trải qua thời kỳ quản lý yếu kém và khó khăn về tài chính. Kết quả cuối cùng là đội đã bị giải thể, nhằm tạo điều kiện trao quyền thành lập đội bóng thứ hai tại khu vực Los Angeles cho một nhà đầu tư mới vào ngày 30 tháng 10 năm 2014.
Hiện tại giải có 30 nhà đầu tư-điều hành đối với 26 câu lạc bộ hiện đang thi đấu và 4 câu lạc bộ trong tương lai. Kể từ tháng 12 năm 2015, khi AEG bán nốt 50% cổ phần còn lại tại Houston Dynamo, hai nhà điều hành từng nắm giữ nhiều đội bóng AEG và Hunt Sports giờ mỗi bên chỉ sở hữu một đội bóng duy nhất (lần lượt là LA Galaxy và FC Dallas).

### Lãnh đạo giải
Don Garber là trưởng ban tổ chức của Major League Soccer, lãnh đạo cấp cao nhất của giải đấu, kể từ năm 1999. Trưởng ban tổ chức đầu tiên là Doug Logan từ năm 1995 đến 1999.
Mark Abbott, một cựu đối tác kinh doanh của MLS, là Chủ tịch kiêm Phó trưởng ban tổ chức của giải kể từ năm 2006.

### Chiêu mộ và lương bổng cho cầu thủ

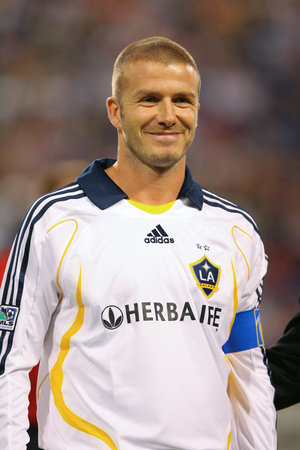
David Beckham là Cầu thủ chỉ định đầu tiên của giải vào năm 2007.

Mức lương trung bình của các cầu thủ MLS là 373.094 USD, vẫn thấp hơn mức lương trung bình tại các giải Hạng nhất Anh (420.000 USD vào năm 2015), giải vô địch quốc gia Hà Lan (445.000 USD), hay giải vô địch quốc gia México (418.000 USD vào năm 2015). Mức lương tối thiểu tại giải đã tăng lên 65.000 USD vào năm 2017 đối với hầu hết các cầu thủ; các cầu thủ được bổ sung vào bản danh sách 24 cầu thủ ban đầu của các đội cũng được tăng mức lương tối thiểu lên 53.000 USD.
Kể từ khi thành lập năm 1996, MLS đã áp dụng giới hạn mức lương cho các cầu thủ. Mục đích của biện pháp này là nhằm ngăn các chủ sở hữu đội bóng tiêu quá nhiều tiền vào việc trả lương cho cầu thủ, đồng thời cũng là nhằm hạn chế sự mất cân bằng giữa các đội. Chính sách giới hạn lương vẫn được phép tồn tại sau vụ kiện Fraser v. Major League Soccer. Mức giới hạn này đã được điều chỉnh tăng lên 3 triệu 845 USD cho mỗi đội vào năm 2017.
Các đội được phép bổ sung cho đội hình của mình bằng cách ký hợp đồng với các cầu thủ từ giải đấu khác. MLS có hai kỳ chuyển nhượng—một kỳ chuyển nhượng chính trước mùa giải kéo dài ba tháng từ giữa tháng 2 đến giữa tháng 5, và một kỳ chuyển nhượng phụ giữa mùa giải kéo dài một tháng từ đầu tháng 7 đến đầu tháng 8. Khi một câu lạc bộ tại MLS bán cầu thủ của họ cho một đội ở nước ngoài, số tiền kiếm được từ vụ chuyển nhượng phải được câu lạc bộ chia cho giải đấu, trong đó câu lạc bộ sẽ giữ lại từ 33% đến 75% tùy theo tình trạng và thời gian thi đấu của cầu thủ đó.
Các đội tại MLS có một số lượng giới hạn các suất đăng ký cầu thủ ngoại. Tuy nhiên, các đội thường chọn cách kiếm thẻ xanh cho các cầu thủ ngoại để họ đạt đủ điều kiện trở thành cầu thủ nội và tiết kiệm được các suất dành cho cầu thủ ngoại. Vào năm 2015, 49% các cầu thủ tại MLS sinh ra tại các nước ngoài Hoa Kỳ và Canada; thống kê cho thấy họ đến từ 58 quốc gia khác nhau.
MLS còn có một danh sách các thủ môn dự phòng đã ký hợp đồng với giải và có thể được cho các đội mượn khẩn cấp trong trường hợp khuyết vị trí thủ môn do chấn thương hoặc treo giờ. Các thủ môn trong danh sách này sẽ tập luyện với một câu lạc bộ tại MLS hoặc một đội bóng có liên kết khi chưa được sử dụng; một số thủ môn dự phòng, trong đó có Tim Melia, đã tiến tới ký hợp đồng lâu dài với đội bóng được cho mượn. Trong quá khứ, khi danh sách cầu thủ của các đội chỉ ở mức nhỏ, nhiều thủ môn đã tham gia vào danh sách dự phòng; tuy nhiên trong những năm gần đây, số lượng thủ môn dự phòng chỉ ở khoảng một hoặc hai người, do số cầu thủ các đội đăng ký đã lớn hơn nhiều.

#### Cầu thủ chỉ định; quỹ giữ chân & phân bổ
MLS đã giới thiệu nhiều sáng kiến và quy tắc nhằm cải thiện chất lượng cầu thủ nhưng vẫn giữ được mức giới hạn tiền lương. Các quy định về Cầu thủ chỉ định và tiền phân bổ cho phép các đội chi tiêu thêm trong việc trả lương nhưng không tính vào giới hạn tiền lương. Những sáng kiến này đã mở đầu cho một cuộc cạnh tranh trên sân cỏ giữa các đội bóng.
Luật Cầu thủ chỉ định (CTCĐ) cho phép các đội được ký hợp đồng với một số lượng hạn chế các cầu thủ có mức lương vượt quá giới hạn thu nhập của giải; vào năm 2017, tổng thu nhập của mỗi CTCĐ chỉ định chỉ được tính bằng 480.625 USD (mức lương tối đa cho các cầu thủ thông thường) khi xét giới hạn lương. Ra đời vào năm 2007, luật CTCĐ lần đầu tiên được áp dụng với cầu thủ người Anh David Beckham. Hậu quả của luật CTCĐ là sự bất bình đẳng lớn trong thu nhập của các cầu thủ tại MLS: các CTCĐ hàng đầu có thể kiếm về gấp 180 lần mức lương tối thiểu của một cầu thủ tại giải. Ở mùa bóng 2013, 21% tổng số tiền được các đội dành ra để trả lương chỉ mới đủ cho 5 cầu thủ; con số này tăng lên 29% dành cho 6 cầu thủ hàng đầu tại mùa giải 2014.
Sáng kiến "Cầu thủ chủ chốt" cho phép các đội tái ký hợp đồng với các cầu thủ sử dụng các quỹ giữ chân và sẽ không tính vào giới hạn lương. Các quỹ giữ chân được triển khai từ năm 2013 để tạo cơ chế cho MLS giữ lại các cầu thủ chủ chốt; trong số các cầu thủ chủ chốt được tái ký hợp đồng nhờ quỹ giữ chân có hai tuyển thủ quốc gia Hoa Kỳ Graham Zusi và Matt Besler. Các đội tại MLS còn có thể nhận các khoản tiền phân bổ và sử dụng chúng để trả lương cho cầu thủ mà không bị tính vào giới hạn tiền lương. Các đội có thể nhận tiền phân bổ theo nhiều cách, ví dụ như phí chuyển nhượng từ những thương vụ bán cầu thủ cho các đội tại giải đấu khác. Các câu lạc bộ cũng có thể dùng khoản Tiền Phân bổ Mục tiêu (Targeted Allocation Money, thường được gọi tắt là TAM), một sáng kiến được đưa ra vào năm 2015. Quỹ TAM có thể được sử dụng để thu hút các cầu thủ đắt giá bằng cách "giảm giá trị" hợp đồng các cầu thủ xuống dưới mức Cầu thủ chỉ định. Các cầu thủ được đưa về nhờ quỹ TAM bao gồm có Hector Villalba và Zlatan Ibrahimović.

### Đào tạo trẻ
MLS đã giới thiệu nhiều sáng kiến và luật lệ nhằm phát triển các cầu thủ trẻ. Các quy định về cầu thủ trong nước và sáng kiến Generation Adidas khuyến khích các câu lạc bộ đào tạo và giữ chân các cầu thủ trẻ.
MLS yêu cầu tất cả các đội phải có các chương trình đào tạo trẻ từ năm 2008. Luật đăng ký cầu thủ của MLS cho phép các đội ký hợp đồng với số lượng không giới hạn các cầu thủ trưởng thành từ lò đào tạo của họ mà không cần quá trình tuyển quân. MLS cũng dành ra một khoản ngân sách bổ sung có tên là quỹ cầu thủ trong nước để trả lương cho các cầu thủ nội. Một trong những ví dụ nổi bật và đắt giá nhất cho sự thành công trong phát triển cầu thủ đào tạo trong nước là Jozy Altidore, cầu thủ từng thành công tại MLS trong những năm thiếu niên trước khi chuyển tới Villarreal (Tây Ban Nha) vào năm 2008 với mức phí chuyển nhượng kỷ lục 10 triệu USD. Nhiều học viện đào tạo của các đội tại MLS thi đấu tại các giải trẻ (Học viện Phát triển Bóng đá Hoa Kỳ) cùng với các lò đào tạo của các đội từ những giải đấu khác như North American Soccer League (NASL), giải đấu hạng 2 tại Hoa Kỳ ở thời điểm trước năm 2018, và USL Pro, ban đầu là giải đấu hạng 3 nhưng về sau đã trở thành giải hạng 2 USL Championship.
MLS còn tổ chức chương trình Generation Adidas, một liên doanh được thành lập giữa MLS và Liên đoàn bóng đá Hoa Kỳ nhằm khuyến khích các cầu thủ trẻ trong nước thi đấu tại MLS. Chương trình Generation Adidas đã tồn tại kể từ năm 1997 và cho ra nhiều cầu thủ như Landon Donovan, Clint Dempsey, Tim Howard và Michael Bradley tới chơi tại MLS. Các cầu thủ đủ điều kiện theo Luật Cầu thủ trong nước đều được ký các hợp đồng Generation Adidas; tất cả các cầu thủ ở dạng này là các "cầu thủ ngoài ngân sách" và lương của họ sẽ không được tính khi xét giới hạn tiền lương.
MLS từng có một giải đấu dự bị dành cho các cầu thủ không được đá chính tại các đội ở MLS. Giải Reserve League được thành lập vào năm 2005 và được tổ chức cho đến hết năm 2014 (trừ hai mùa giải 2009 & 2010). MLS bắt đầu hợp nhất Reserve League với giải đấu khi đó còn có tên là USL Pro vào năm 2013, và sau mùa giải 2014 thì chấm dứt Reserve League. MLS nay yêu cầu tất cả các đội phải liên kết với một đội tại USL hoặc cử một đội dự bị riêng tới thi đấu tại giải này.
Sau khi chấm dứt Học viện Phát triển Bóng đá, MLS tuyên bố thành lập giải thi đấu trẻ riêng vào năm 2020. Giải có sự góp mặt của tất cả các lò đào tạo tại MLS cùng với 95 câu lạc bộ trên khắp đất nước, nhiều câu lạc bộ từng là thành viên của Học viện cũ.

### Sân vận động

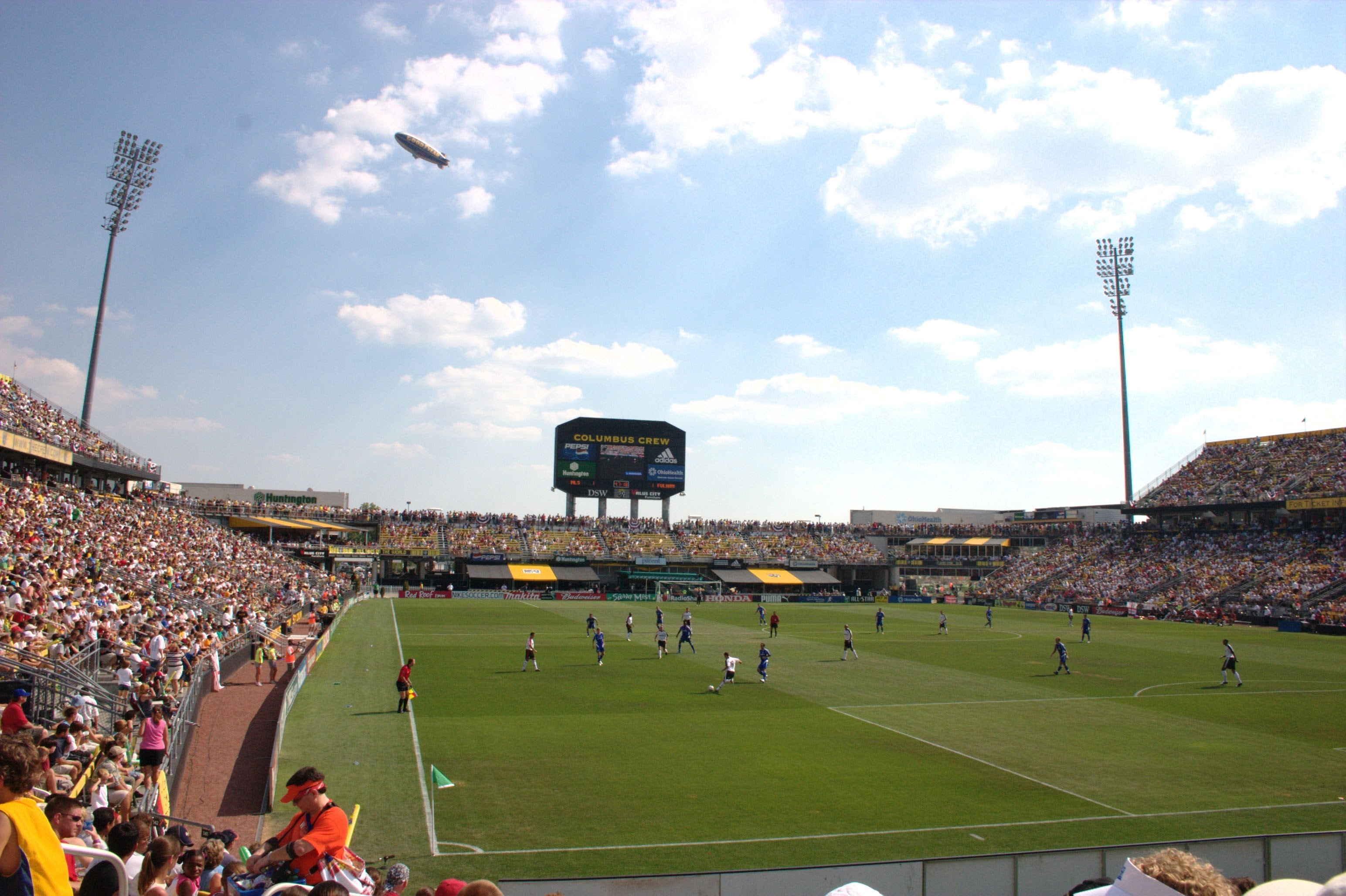
Sân vận động Mapfre, sân vận động đầu tiên tại MLS dành riêng cho bóng đá

Kể từ năm 1999, giải đấu đã chứng kiến 12 sân vận động được xây dựng và thiết kế dành riêng cho môn bóng đá. Việc phát triển các sân vận động bóng đá chuyên dụng thuộc sở hữu của các đội đã tạo ra trải nghiệm tốt hơn cho các khán giả đến sân. Các sân bóng đá chuyên dụng cũng giúp tạo ra nhiều thuận lợi về mặt tài chính khi các đội không còn phải thuê sân và có thể kiểm soát được các nguồn thu như tiền cho thuê mặt bằng, đỗ xe, quyền đặt tên sân và khả năng tổ chức các sự kiện khác ngoài MLS. Nhiều câu lạc bộ đã bán được gấp đôi số vé mùa sau khi chuyển sang các sân bóng đá mới. Sự ra đời của các sân vận động dành riêng cho bóng đá được coi là chìa khóa thu hút lợi nhuận cho giải và các đội tham dự. Vào năm 2006, Tim Leiweke, khi đó là CEO của Anschutz Entertainment Group, mô tả việc hàng loạt các sân vận động dành riêng cho bóng đá được xây dựng chính là bước ngoặt của MLS.
Lamar Hunt, chủ sở hữu câu lạc bộ Columbus Crew, là doanh nghiệp đầu tiên khởi đầu cho xu thế này vào năm 1999 bằng việc cho xây dựng Sân vận động Columbus Crew, nay có tên là Sân vận động Mapfre, sân vận động đầu tiên tại MLS dành riêng cho bóng đá. Los Angeles Galaxy tiếp bước bốn năm sau với việc khánh thành Trung tâm Home Depot, nay có tên là Dignity Health Sports Park, vào năm 2003. FC Dallas mở cửa Pizza Hut Park, nay là Sân vận động Toyota, vào năm 2005, còn Chicago Fire cũng bắt đầu thi đấu trên sân nhà mới Toyota Park, nay là Sân vận động SeatGeek, từ năm 2006. Mùa giải 2007 chứng kiến thêm hai sân vận động mới được hoàn thành, đó là Dick's Sporting Goods Park của Colorado Rapids và BMO Field của Toronto FC.
Gần cuối mùa giải 2008, Sân vận động Rio Tinto chính thức trở thành sân nhà của Real Salt Lake, đồng nghĩa với việc lần đầu tiên trong lịch sử của MLS, quá nửa các đội tham dự giải (8 trên 14 đội) đều có cho mình các sân bóng đá chuyên dụng. Red Bull Arena, sân nhà mới của New York Red Bulls, mở cửa vào đầu mùa giải 2010, và sau đó Philadelphia Union cũng ra mắt PPL Park, nay có tên là Subaru Park, vào tháng 6 năm 2010, ngay giữa mùa giải đầu tiên đội được thi đấu.
Ở mùa giải sau đó vào năm 2011, câu lạc bộ Portland Timbers ra mắt MLS trên sân nhà Jeld-Wen Field mới được cải tạo, nay được đổi tên thành Providence Park; đây từng là một sân vận động đa chức năng nhưng sau đó được cải tạo dành riêng cho bóng đá. Cũng trong năm 2011, Sporting Kansas City chuyển tới sân nhà mới là Livestrong Sporting Park, nay là Children's Mercy Park. Houston Dynamo chuyển sang thi đấu tại Sân vận động BBVA Compass, nay là Sân vận động BBVA, vào năm 2012. Cũng trong năm 2012, đội bóng mới Montreal Impact ra mắt giải trên sân nhà Stade Saputo mới được cải tạo nâng sức chứa lên hơn 20.000 chỗ và mở cửa trở lại từ tháng 6 năm 2012. Impact từng phải sử dụng Sân vận động Olympic cho các trận đấu đầu mùa và một số trận cần đón nhiều khán giả hơn. Câu lạc bộ San Jose Earthquakes, sau thời gian thi đấu tại Sân vận động Buck Shaw từ 2008 đến 2014, đã ra mắt Sân vận động Avaya mới (nay là Sân vận động Earthquakes) trước thềm mùa giải 2015. Orlando City SC cũng dự định khởi công xây dựng sân vận động dành riêng cho bóng đá mới, nay có tên là Sân vận động Exploria, vào năm 2014 và hoàn thành vào năm 2015. Một số thay đổi trong kế hoạch xây dựng khiến ngày ra mắt sân nhà mới bị trì hoãn, đầu tiên là tới cuối năm 2016, sau đó cuối cùng là vào đầu mùa giải 2017. Orlando City phải lấy Sân vận động Florida Citrus Bowl, nay là Sân vận động Camping World, làm sân nhà vào mùa giải 2016 trong lúc chờ sân bóng mới. Sân Exploria tổ chức trận đấu tại MLS đầu tiên vào ngày 5 tháng 3 năm 2017 trong cuộc tiếp đón New York City FC với tên gọi Sân vận động Orlando City.

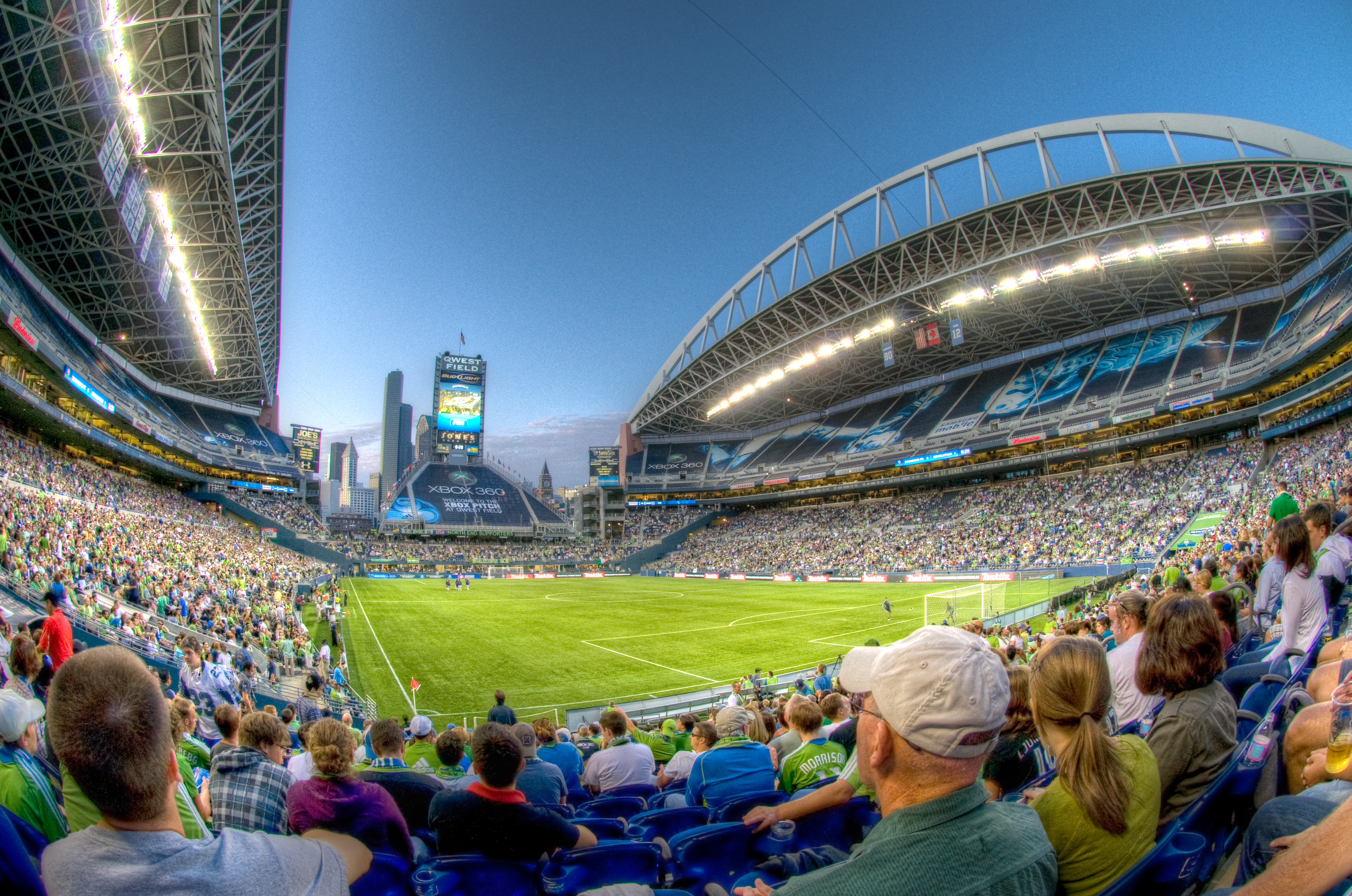
Lumen Field, sân nhà của Seattle Sounders FC

Quá trình xây dựng thêm các sân vận động mới tại MLS tiếp tục được thúc đẩy. D.C. United đã thi đấu các trận sân nhà trên Sân vận động RFK, địa điểm thường xuyên tổ chức các trận đấu tại NFL và Major League Baseball. Vào năm 2013, D.C. United công bố ký kết thỏa thuận hợp tác công-tư nhằm xây dựng một sân bóng đá mới tại Washington, D.C., và các bên đã đạt được thỏa thuận cuối cùng vào cuối năm 2014. Phải đến cuối tháng 2 năm 2017, D.C. United mới tiến hành khởi công sân vận động mới Audi Field. Sau 21 năm thi đấu trên sân RFK, DC United chơi trận sân nhà đầu tiên tại Audi field vào tháng 7 năm 2018.
Hiện đang có hai đội bóng đã bày tỏ mong muốn xây sân vận động bóng đá riêng, mặc dù chưa xác định được địa điểm chính xác và chưa được chính quyền chấp thuận đầy đủ. New York City FC hiện đang sử dụng Sân vận động Yankee, một sân thi đấu bóng chày tại Major League Baseball, làm sân nhà và đang dự định chuyển tới một sân vận động bóng đá mới trong tương lai. Câu lạc bộ New England Revolution cũng đang thi đấu các trận sân nhà tại Sân vận động Gillette, một sân thi đấu bóng bầu dục Mỹ tại NFL, và hiện đang trong quá trình trao đổi với chính quyền Boston để đề xuất xây dựng sân bóng đá mới tại phía nam thành phố này.
Một vài câu lạc bộ còn lại đang thi đấu tại các sân vận động không được thiết kế riêng cho môn bóng đá và cũng chưa có kế hoạch dời sân nhà. Seattle Sounders FC hiện đang sử dụng Lumen Field, một sân vận động đa chức năng dùng cho các trận bóng đá và bóng bầu dục Mỹ. Vancouver Whitecaps FC tham dự giải cùng với Portland vào năm 2011 và phải tạm thời tổ chức các trận đấu tại Empire Field trước khi chuyển sang sân BC Place mới được tu sửa vào tháng 10 năm 2011, một sân vận động có mái che thu vào được, thường tổ chức các trận bóng bầu dục Canada và bóng đá.
Trong số ba đội ra mắt MLS vào các năm 2017 và 2018, có một đội đã khánh thành sân bóng đá riêng vào năm 2019, một đội còn đang thi đấu trên sân bóng bầu dục, và một đội đã mở cửa sân bóng đá chuyên dụng ngay trong mùa giải đầu tiên 2018. Minnesota United FC, lần đầu tham dự MLS vào năm 2017, đã thi đấu trận sân nhà đầu tiên trên sân Allianz Field, St. Paul trước đối thủ New York City FC vào ngày 13 tháng 4 năm 2019. Trước thời điểm này, câu lạc bộ phải thi đấu trên Sân vận động TCF Bank tại Minneapolis, sân nhà của đội bóng bầu dục Đại học Minnesota. Atlanta United FC bắt đầu thi đấu vào năm 2017 trên Sân vận động Bobby Dodd, một sân bóng bầu dục của Học viện Công nghệ Georgia, trước khi chuyển đại bản doanh về Sân vận động Mercedes-Benz cùng với đội bóng bầu dục NFL Atlanta Falcons (hai đội đều thuộc về cùng một chủ sở hữu); trong hầu hết các trận đấu bóng đá, sân sẽ lắp đặt các màn hình để chặn lại tầng khán đài trên cùng. Los Angeles FC, sau khi mở màn tại MLS vào năm 2018, đã cho khánh thành Sân vận động Banc of California vào tháng 4 cùng năm. Sân vận động mới được xây dựng trên nền sân Los Angeles Sports Arena cũ.
FC Cincinnati ra mắt MLS vào năm 2019 trên Sân vận động Nippert, cũng là sân nhà của đội bóng bầu dục Đại học Cincinnati. Sân bóng này từng là sân nhà trong suốt ba mùa giải thi đấu của đội FC Cincinnati cũ, đội bóng từng đoạt chức vô địch USL Championship. Câu lạc bộ dự kiến chuyển về Sân vận động West End mới vào năm 2021. Kể từ khi ra mắt năm 2020, Inter Miami đang phải thi đấu tại Sân vận động DRV PNK, được xây trên nền Sân vận động Lockhart cũ tại Fort Lauderdale, trước khi sân nhà mới Miami Freedom Park dự kiến mở cửa vào năm 2022. Nashville SC thông báo sẽ thi đấu trong hai mùa giải 2020 và 2021 trên Sân vận động Nissan, sân nhà của đội bóng bầu dục NFL Tennessee Titans, trước khi mở cửa Sân vận động Nashville Fairgrounds vào năm 2022. Austin FC cũng dự định khánh thành Sân vận động Q2 khi đội bắt đầu thi đấu năm 2021.

### Lợi nhuận
| Năm  | Giá trị       |
| ---- | ------------- |
| 2008 | 37 triệu USD  |
| 2013 | 103 triệu USD |
| 2015 | 157 triệu USD |
| 2016 | 185 triệu USD |
| 2017 | 223 triệu USD |
| 2018 | 240 triệu USD |
| 2019 | 313 triệu USD |

Major League Soccer bắt đầu cho thấy dấu hiệu tích cực về lợi nhuận lâu dàu từ năm 2004, với sự đóng góp của các yếu tố như cấu trúc sở hữu thực thể đơn nhất, chính sách giới hạn tiền lương, cùng với tổ chức truyền thông và tiếp thị Soccer United Marketing (SUM) làm củng cố an ninh tài chính của giải. Khi các sân bóng đá chuyên dụng được xây dựng, số lượng các nhà đầu tư mở rộng và sự quan tâm của các đài truyền hình ngày càng tăng, mức lợi nhuận của MLS ngày càng tăng trong khi các chi phí vẫn được kiểm soát tốt.
Lợi nhuận từ bản quyền truyền hình đã sớm có sự tăng trưởng ngay từ những năm đầu tiên của giải. Vào năm 2006, MLS đã đạt thỏa thuận bản quyền truyền hình dài 8 năm với ESPN trong các mùa giải 2007–2014, đánh dấu lần đầu tiên giải thu được lợi nhuận từ bản quyền phát sóng, với giá trị mỗi năm được cho là lên tới 7–8 triệu USD. Vào tháng 9 năm 2012, giải đấu này đã gia hạn thỏa thuận phân phối với công ty truyền thông của Anh MP & Silva tới năm 2014 trong thỏa thuận có trị giá 10 triệu USD mỗi năm. Tổng lợi nhuận thu về từ bản quyền truyền hình là hơn 40 triệu USD mỗi năm. Vào năm 2011, MLS thu về 150 triệu USD sau khi bán 25% cổ phần tại SUM.
| Đội                    | Nhà tài trợ                                                                          | Trị giá hằng năm |
| ---------------------- | ------------------------------------------------------------------------------------ | ---------------- |
| Atlanta United FC      | AmFam (chính) AT&T (tay áo)                                                          | Không tiết lộ    |
| Austin FC              | Yeti (chính) Netspend (tay áo) St David's Healthcare (trước trận)                    | Không tiết lộ    |
| Charlotte FC           | Ally                                                                                 | Không tiết lộ    |
| Chicago Fire FC        | Motorola (chính) CIBC (tay áo)                                                       | Không tiết lộ    |
| Colorado Rapids        | Transamerica (chính) Western Union (tay áo)                                          | Không tiết lộ    |
| Columbus Crew SC       | Nationwide (chính) Scotts (tay áo) Ohio Health (trước trận)                          | 3 triệu USD      |
| D.C. United            | Leidos (chính) EagleBank (tay áo) Caesars Sports (tay áo)                            | Không tiết lộ    |
| FC Cincinnati          | Mercy Health (chính) First Financial Bank (tay áo)                                   | Không tiết lộ    |
| FC Dallas              | MTX Group (chính) AdvoCare (tay áo)                                                  | Không tiết lộ    |
| Houston Dynamo FC      | MD Anderson (chính) Kroger (tay áo) 76 (trước trận)                                  | Không tiết lộ    |
| Inter Miami CF         | Baptist Health (tay áo) AutoNation (prematch)                                        | Không tiết lộ    |
| LA Galaxy              | Herbalife (chính) Honey (tay áo)                                                     | 4,4 triệu USD    |
| Los Angeles FC         | Flex (chính) Postmates (tay áo) Nectar (trước trận)                                  | Không tiết lộ    |
| Minnesota United FC    | Target (chính) Allianz (tay áo) Blue Cross and Blue Shield of Minnesota (trước trận) | Không tiết lộ    |
| CF Montréal            | Bank of Montreal (chính) Saputo (tay áo)                                             | 4 triệu USD      |
| Nashville SC           | Renasant (chính) Hyundai (tay áo)                                                    | Không tiết lộ    |
| New England Revolution | UnitedHealthcare (chính) Santander (tay áo)                                          | Không tiết lộ    |
| New York City FC       | Etihad Airways (chính) AT&T (tay áo) NewYork–Presbyterian Hospital (trước trận)      | Không tiết lộ    |
| New York Red Bulls     | Red Bull (chính) Provident Bank (tay áo)                                             | Chủ sở hữu CLB   |
| Orlando City SC        | Orlando Health (chính) Exploria (tay áo)                                             | Không tiết lộ    |
| Philadelphia Union     | Bimbo Bakeries USA (chính) Subaru (tay áo)                                           | 3 triệu USD      |
| Portland Timbers       | Alaska Airlines (chính) TikTok (tay áo) Dutch Brothers Coffee (trước trận)           | Không tiết lộ    |
| Real Salt Lake         | LifeVantage (chính) KeyBank (tay áo)                                                 | 3 triệu USD      |
| San Jose Earthquakes   | Intermedia Cloud Communications (chính) PayPal (tay áo) Sutter Health (trước trận)   | Không tiết lộ    |
| Seattle Sounders FC    | Zulily (chính) Emerald Queen Casino (tay áo) CHI Franciscan (trước trận)             | Không tiết lộ    |
| Sporting Kansas City   | Victory Project (chính) Compass Minerals (tay áo)                                    | Không tiết lộ    |
| St. Louis City SC      | Purina                                                                               | Không tiết lộ    |
| Toronto FC             | Bank of Montreal (chính và tay áo) GE Appliances (tay áo)                            | Hơn 4 triệu CAD  |
| Vancouver Whitecaps FC | Bell Canada(chính) GE Appliances (tay áo)                                            | 4 triệu CAD      |

Vào đầu năm 2005, MLS đã ký thỏa thuận tài trợ áo đấu và các thiết bị khác từ Adidas với thời hạn 10 năm, trị giá lên tới 150 triệu USD. Vào năm 2007, các đội tại MLS bắt đầu bán suất quảng cáo các nhãn hàng trên áo đấu của các cầu thủ giống như các đội thể thao quốc tế khác, nhất là các đội bóng đá. Trước đó các nhà tài trợ cho giải cũng đã đưa nhãn hiệu của mình xuất hiện ở phía sau những chiếc áo thi đấu. MLS thiết lập mức tài trợ áo tối thiểu 500.000 USD, trong đó giải sẽ nhận khoản phí cố định là 200.000 USD với mỗi thỏa thuận. Tính đến tháng 7 năm 2014, 16 đội bóng đã ký các hợp đồng tài trợ để đưa logo của các công ty lên áo đấu (cùng với một đội khác được chính nhà tài trợ áo đấu sở hữu trực tiếp), với mức tài trợ trung bình đạt khoảng 2,4 triệu USD. Tất cả các đội tại MLS đều đã có nhà tài trợ áo đấu kể từ tháng 2 năm 2016. Mùa giải 2020 cũng ra mắt các suất đặt quảng cáo trên tay áo, trong đó các đội có thể đặt logo nhà tài trợ trên phần tay áo bên phải với kích thước 2 nhân 2 inch (51 nhân 51 mm), vị trí trước kia từng được dùng để đặt biểu trưng của giải đấu.
Los Angeles Galaxy đã có lợi nhuận vào năm 2003 ở mùa giải đầu tiên của họ tại Trung tâm Home Depot, trong khi FC Dallas cũng bắt đầu có lãi sau khi chuyển tới Pizza Hut Park vào năm 2005. Trong các mùa giải từ 2006 đến 2009, có khoảng 2 đến 3 câu lạc bộ tại MLS (thường là các câu lạc bộ sở hữu sân bóng đá riêng) được cho là đã sinh lời từ giải đấu.
Tới năm 2012, giải đấu đã cho thấy cải thiện rõ rệt về mặt tài chính. Vào tháng 11 năm 2013, Forbes công bố bản báo cáo cho thấy có 10 trong tổng số 19 đội của giải đạt được lợi nhuận trước thuế vào năm 2012. Trong các đội còn lại, có hai đội hòa vốn và bảy đội chịu lỗ. Forbes ước tính tổng lợi nhuận hằng năm của các đội tại giải là 494 triệu USD, với khoản lãi hằng năm đạt 34 triệu USD. Forbes định giá các đội tại giải trung bình ở mức 103 triệu USD, gần gấp ba lần so với con số 37 triệu USD vào năm 2008. Seattle Sounders FC được định giá cao nhất ở mức 175 triệu USD, tăng 483% so với mức phí gia nhập 30 triệu USD mà đội phải trả vào năm 2009.
Xu hướng tăng giá trị các đội tại MLS vẫn tiếp tục với mức tăng mạnh 52% trong khoảng thời gian từ 2012 đến 2014. Vào tháng 8 năm 2015, Forbes cập nhật giá trị của các đội tại MLS với mức cao nhất đạt 245 triệu USD và thấp nhất là 105 triệu USD. Con số giá trị trung bình tăng từ 103 lên 157 triệu USD.
Tính đến năm 2018, Forbes ước tính Atlanta United FC là đội bóng có giá trị cao nhất tại MLS ở mức 330 triệu USD, trong khi Colorado Rapids là đội có giá trị thấp nhất ở mức 155 triệu USD. Các số liệu trên chưa bao gồm giá trị các sân vận động hoặc cơ sở tập luyện do các câu lạc bộ sở hữu.
Các đội tại MLS thường sử dụng các chuyến bay thương mại làm phương tiện di chuyển cho các cầu thủ và nhân viên giữa các trận đấu. Theo quy định của giải, mỗi đội chỉ được phép thuê bốn chuyến bay riêng mỗi mùa giải.

### Luật lệ và trọng tài
MLS tuân theo các quy định và tiêu chuẩn của Ủy ban Bóng đá Quốc tế (IFAB).
Kể từ năm 2005, quy định về thời gian hiệp phụ tại vòng playoff được tuân theo tiêu chuẩn của IFAB: hai hiệp phụ, mỗi hiệp kéo dài 15 phút, sau đó sẽ sử dụng loạt sút luân lưu nếu cần thiết.
Liên đoàn bóng đá Hoa Kỳ bắt đầu thuê các trọng tài chuyên nghiệp toàn thời gian đầu tiên trong lịch sử giải đấu vào năm 2007, động thái được tiến hành theo sáng kiến "Game First" do giải đấu đề ra.
Major League Soccer bắt đầu áp dụng các hình thức phạt tiền và treo giò kể từ năm 2011 đối với các trường hợp cầu thủ giả vờ ngã và chấn thương. Các quyết định sẽ được xem xét và đưa ra bởi Ban kỷ luật sau trận đấu. Cầu thủ đầu tiên phải chịu án phạt theo quy định mới là Charlie Davies, với mức phạt 1.000 USD vì cố ý giả vờ bị chấn thương.
MLS sử dụng danh sách các chất bị cấm sử dụng do Cơ quan phòng chống doping thế giới ban hành.

### Thương hiệu
Biểu trưng hiện tại được ra mắt vào năm 2014, trước mùa giải thứ 20 trong lịch sử, thay thế cho biểu trưng trước đó có hình ảnh đôi giày và trái bóng. Biểu trưng hiện tại có thiết kế hình huy hiệu đơn giản với một dấu gạch chéo ở giữa, dòng chữ MLS và ba ngôi sao tượng trưng cho "cộng đồng, câu lạc bộ và đất nước". Biểu trưng mới có thể được phối lại bằng các tông màu khác nhau phù hợp với từng đội bóng khi xuất hiện trên áo đấu hoặc các mặt hàng lưu niệm.
Bài hát chính thức của giải hiện nay được ra mắt vào năm 2020, do nhà soạn nhạc Hans Zimmer sáng tác. Bài hát sẽ được sử dụng trong các buổi phát sóng trận đấu và được phát tại các sân trước khi trận đấu bắt đầu.

#### Tên đội
Để biết thêm thông tin về tên các đội tại MLS, xem các bài viết về từng đội.
Trong những năm đầu của MLS, các đội thường được đặt biệt danh chính thức theo phong cách giống như các giải thể thao khác tại Hoa Kỳ (ví dụ như Columbus Crew, Los Angeles Galaxy, New England Revolution). Một vài tên câu lạc bộ tại MLS bắt nguồn từ các đội bóng chuyên nghiệp trong quá khứ, ví dụ như các đội bóng từng chơi tại NASL những năm 1970 San Jose Earthquakes, Seattle Sounders, Portland Timbers và Vancouver Whitecaps.
D.C. United và Miami Fusion FC là hai đội MLS duy nhất sử dụng cách đặt tên kiểu châu Âu trong những năm 1990. Trong những năm gần đây, những cái tên kiểu châu Âu đang ngày càng phổ biến tại MLS, trong đó có các đội bóng mới như Real Salt Lake, Toronto FC, New York City FC, Atlanta United FC, Minnesota United FC, và FC Cincinnati, cùng với một số đội đổi tên như FC Dallas (trước kia là Dallas Burn), Sporting Kansas City (trước kia là Kansas City Wizards) và CF Montréal (trước kia là Montreal Impact).
Công ty nước giải khát Áo Red Bull GmbH là chủ sở hữu và nhà tài trợ của New York Red Bulls cùng với các đội thể thao khác ngoài Hoa Kỳ.

## Truyền thông

### Hoa Kỳ
Tính đến mùa giải 2021, các trận đấu tại MLS được phát sóng toàn quốc bằng tiếng Anh trên hai hệ thống ESPN và Fox Sports, và tiếng Tây Ban Nha trên Univision theo bản hợp đồng kéo dài tám năm. Mỗi đài truyền hình đều có một khung thời gian phát sóng riêng các trận đấu tại mùa giải chính thức: UniMás phát sóng một trận vào các tối Thứ Sáu bằng tiếng Tây Ban Nha cùng với một số trận đấu khác trên Univision Deportes Network, còn ESPN và Fox Sports 1 phát sóng các trận vào tối Chủ Nhật bằng tiếng Anh. ESPN, FS1 và Univision đều phát sóng các trận đấu tại vòng playoff, còn ABC và Fox sẽ luân phiên phát sóng trận chung kết Cúp MLS bằng tiếng Anh. Tổng cộng có ít nhất 125 trận đấu được phát sóng mỗi mùa trên ba đài truyền hình trên. Ba bản hợp đồng này có trị giá trung bình 90 triệu USD mỗi mùa giải—cao gấp năm lần so với con số 18 triệu USD từ các bản hợp đồng trước với ESPN, Univision và NBC Sports.
Một số trận đấu không được phát trên toàn quốc cũng sẽ xuất hiện trên các đài thể thao trong khu vực như Bally Sports, NBC Sports Regional Networks, Spectrum Sports và Root Sports. Đôi khi các đài truyền hình mặt đất tại địa phương như KTXA, WGN và KMYU cũng trực tiếp các trận đấu. Khán giả bên ngoài các khu vực phủ sóng của các đài trên có thể theo dõi trên ESPN+, dịch vụ thay thế cho MLS Live vào năm 2018.
Từ năm 2012 đến 2014, các trận đấu tại MLS được phát sóng bởi NBC Sports, với 40 trận được trực tiếp mỗi năm—chủ yếu trên kênh NBCSN, cùng một số trận đấu chọn lọc được lên sóng của NBC. Với việc chuyển từ Fox Soccer sang kênh truyền hình NBCSN có độ phủ sóng cao hơn, số lượng người xem các trận đấu đã tăng gấp đôi ở mùa giải 2012.
Soccer United Marketing ký kết hợp tác với Google và Bedrocket Media Ventures vào năm 2012 nhằm ra mắt "KickTV", một kênh YouTube cao cấp với các chương trình tự sản xuất về chủ đề bóng đá. Copa90 đã mua lại KickTV vào năm 2015 để công ty này thành lập chi nhánh tại Mỹ. Vào năm 2020, Soccer United Marketing ký kết thỏa thuận lâu dài với Bleacher Report để sản xuất nội dung và highlight các trận đấu của MLS và đội tuyển quốc gia Hoa Kỳ cho tới hết mùa giải 2022.

### Canada

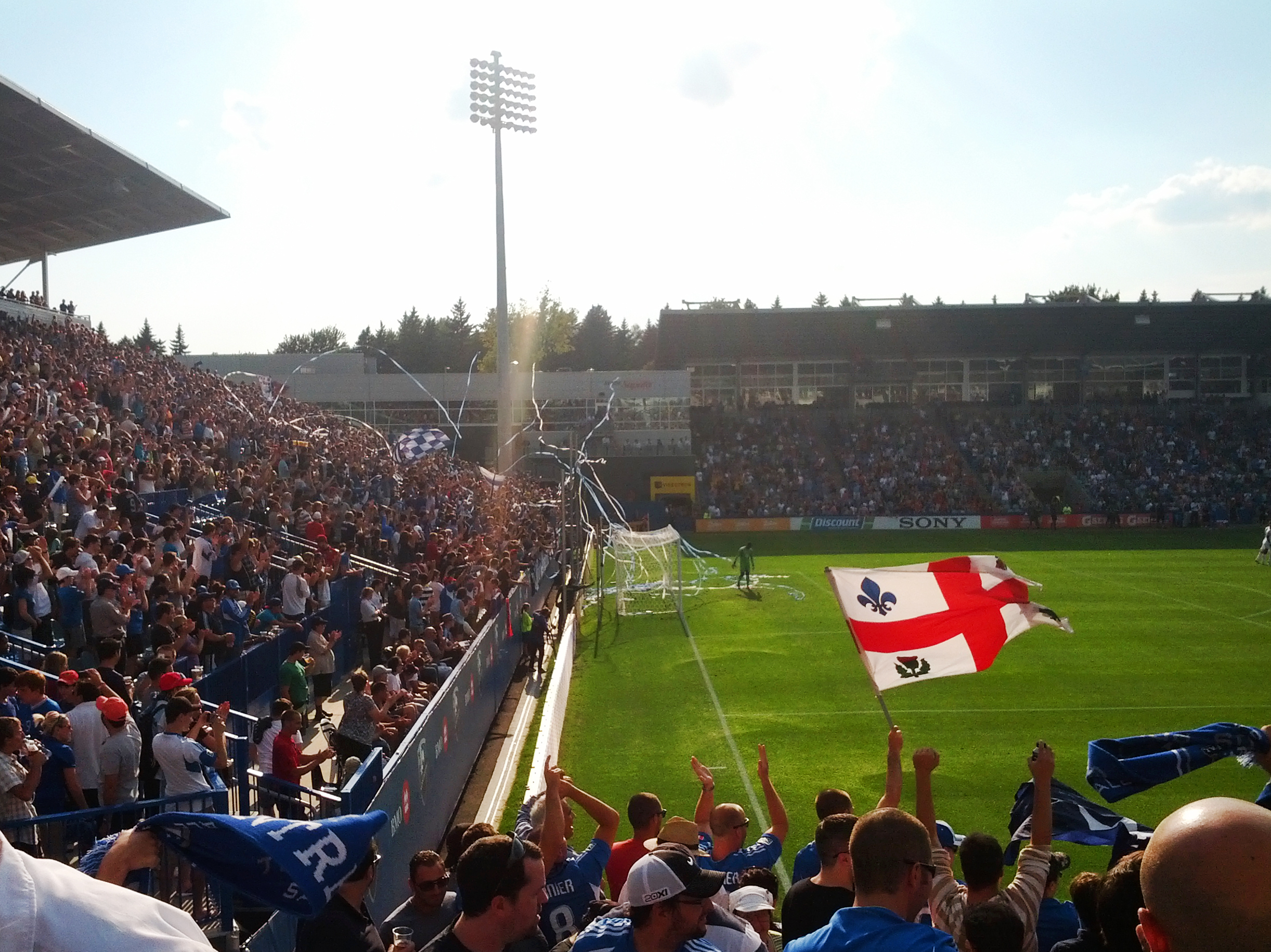
Montreal Impact trong cuộc đón tiếp D.C. United (tháng 8 năm 2012).

MLS bắt đầu được phát sóng tại Canada vào năm 2017 với sự ra mắt của đội bóng Toronto FC.
Hiện tại quyền phát sóng toàn quốc giải MLS tại Canada bằng tiếng Anh đang thuộc về hệ thống TSN với thỏa thuận kéo dài năm năm lần đầu tiên được gia hạn vào năm 2017. TSN chủ yếu phát sóng các trận có sự tham dự của các đội bóng Canada, cộng thêm một thỏa thuận quyền phát sóng "khu vực" riêng cho phép đài này phát sóng độc quyền tất cả các trận đấu của Toronto FC và Vancouver Whitecaps FC. Một số ít các trận đấu cũng được phát sóng trên CTV.
TVA Sports độc quyền phát sóng giải MLS tại Canada bằng tiếng Pháp tính đến mùa giải 2017. Theo một thỏa thuận phát sóng "khu vực" riêng, đài này cũng nắm độc quyền tất cả các trận đấu của CF Montréal.
Vào năm 2018, dịch vụ streaming trực tuyến DAZN sở hữu quyền cung cấp dịch vụ MLS Live—cho phép khán giả tại Canada theo dõi trực tuyến và theo yêu cầu các trện đấu của các đội bóng tại Hoa Kỳ (các trận đấu có các đội tại Canada chỉ được lên sóng sau 48 giờ để bảo vệ cho hai đơn vị giữ bản quyền chính TSN và TVA Sports).

### Quốc tế
MLS cũng đàm phán thành công bản hợp đồng bốn năm với Sky Sports nhằm phát sóng hai trận đấu tại MLS mỗi tuần trên lãnh thổ Anh Quốc và Ireland từ năm 2015 đến 2019. Theo thỏa thuận trên, Sky Sports sẽ phát sóng ít nhất hai trận đấu tại mùa giải chính mỗi tuần, cùng với trận MLS All-Star Game, tất cả các trận tại vòng playoff và trận chung kết Cúp MLS. Các trận đấu được phát sóng rải rác trên các kênh của Sky. Các video highlight trận đấu cũng có mặt trên nhiều nền tảng như Sky Sports News và SkySports.com. Sky Sports cũng sẽ phát sóng ít nhất một trận đấu trong "Ngày quyết định" của MLS – ngày thi đấu cuối cùng của mùa giải chính. Nhiều trận đấu trong ngày này được coi là những trận quyết định tới những vị trí cuối cùng tại vòng playoff Cúp MLS.
DSport, kênh truyền hình thuộc sở hữu bởi Discovery Communications, sẽ phát sóng các trận đấu tại Ấn Độ từ năm 2017.

### Video game
Major League Soccer xuất hiện trong cả hai loạt trò chơi FIFA và Football Manager. Lần đầu giải đấu có mặt trên trò chơi điện tử là vào năm 1999 với sự ra mắt của FIFA 2000. Vào năm 2000, Konami phát hành trò chơi ESPN MLS GameNight, và sau đó hai năm là phiên bản thứ hai ESPN MLS ExtraTime 2002. Giải cũng có lần đầu xuất hiện trên Football Manager 2005 vào năm 2004.

## Kỷ lục cầu thủ
Số liệu bên dưới là của các cầu thủ đang giữ các kỷ lục mọi thời đại. Số liệu chỉ tính trong mùa giải chính. Các cầu thủ có tên in đậm vẫn đang thi đấu tại MLS.
Tính đến ngày 23 tháng 11 năm 2020
| Xếp hạng | Cầu thủ                 | Năm                 | Số bàn |
| -------- | ----------------------- | ------------------- | ------ |
| 1        | Chris Wondolowski       | 2005–nay            | 166    |
| 2        | Landon Donovan          | 2001–2014 2016      | 145    |
| 3        | Jeff Cunningham         | 1998–2011           | 134    |
| 4        | Jaime Moreno            | 1996–2010           | 133    |
| 5        | Kei Kamara              | 2006–2013 2015–nay  | 130    |
| 6        | Bradley Wright-Phillips | 2013–nay            | 116    |
| 7        | Ante Razov              | 1996–2000 2001–2009 | 114    |
| 8        | Jason Kreis             | 1996–2007           | 108    |
| 9        | Dwayne De Rosario       | 2001–2014           | 104    |
| 10       | Taylor Twellman         | 2002–2010           | 101    |

| Xếp hạng | Cầu thủ           | Năm                | Số lần kiến tạo |
| -------- | ----------------- | ------------------ | --------------- |
| 1        | Landon Donovan    | 2001–2014 2016     | 136             |
| 2        | Steve Ralston     | 1996–2010          | 135             |
| 3        | Brad Davis        | 2002–2016          | 123             |
| 4        | Carlos Valderrama | 1996–2002          | 114             |
| 5        | Preki             | 1996–2005          | 112             |
| 6        | Jaime Moreno      | 1996–2010          | 102             |
| 7        | Marco Etcheverry  | 1996–2003          | 101             |
| 8        | Sacha Kljestan    | 2006–2010 2015–nay | 93              |
| 9        | Cobi Jones        | 1996–2007          | 91              |
| 10       | Diego Valeri      | 2013–present       | 88              |

| Xếp hạng | Cầu thủ       | Năm                | Số trận giữ sạch lưới |
| -------- | ------------- | ------------------ | --------------------- |
| 1        | Nick Rimando  | 2000–2019          | 154                   |
| 2        | Kevin Hartman | 1997–2013          | 112                   |
| 3        | Joe Cannon    | 1999–2002; 2003–13 | 86                    |
| 4        | Jon Busch     | 2002–2015          | 83                    |
| 5        | Stefan Frei   | 2009–nay           | 82                    |
| 6        | Zach Thornton | 1996–2011          | 76                    |
| 7        | Matt Reis     | 1998–2013          | 75                    |
| 8        | Luis Robles   | 2012–2020          | 74                    |
| 9        | Bill Hamid    | 2009–present       | 70                    |
| 10       | Sean Johnson  | 2010–nay           | 67                    |

| Xếp hạng | Cầu thủ           | Năm       | Số trận |
| -------- | ----------------- | --------- | ------- |
| 1        | Nick Rimando      | 2000–2019 | 514     |
| 2        | Kyle Beckerman    | 2000–2020 | 498     |
| 3        | Jeff Larentowicz  | 2005–nay  | 437     |
| 4        | Kevin Hartman     | 1997–2013 | 416     |
| 5        | Chad Marshall     | 2004–2019 | 409     |
| 6        | Brad Davis        | 2002–2016 | 392     |
| 7        | Drew Moor         | 2005–nay  | 390     |
| 8        | Dax McCarty       | 2006–nay  | 382     |
| 9        | Chris Wondolowski | 2005–nay  | 381     |
| 10       | Steve Ralston     | 1996–2010 | 378     |

### Kỷ lục cầu thủ (đang thi đấu)
Số liệu bên dưới là của các cầu thủ đang giữ các kỷ lục mọi thời đại mà hiện vẫn đang thi đấu. Số liệu chỉ tính trong mùa giải chính.
Tính đến ngày 23 tháng 11 năm 2020
| Xếp hạng | Cầu thủ                 | Số bàn |
| -------- | ----------------------- | ------ |
| 1        | Chris Wondolowski       | 166    |
| 2        | Kei Kamara              | 130    |
| 3        | Bradley Wright-Phillips | 116    |
| 4        | Diego Valeri            | 84     |
| 5        | Dom Dwyer               | 81     |

| Xếp hạng | Cầu thủ          | Số lần kiến tạo |
| -------- | ---------------- | --------------- |
| 1        | Sacha Kljestan   | 93              |
| 2        | Diego Valeri     | 88              |
| 3        | Graham Zusi      | 66              |
| 4        | Federico Higuaín | 63              |
| 5        | Dax McCarty      | 62              |

| Xếp hạng | Cầu thủ      | Số trận giữ sạch lưới |
| -------- | ------------ | --------------------- |
| 1        | Stefan Frei  | 82                    |
| 2        | Bill Hamid   | 70                    |
| 3        | Sean Johnson | 67                    |
| 4        | Brad Guzan   | 60                    |
| 5        | Tim Melia    | 52                    |

| Xếp hạng | Cầu thủ           | Số trận |
| -------- | ----------------- | ------- |
| 1        | Drew Moor         | 390     |
| 2        | Dax McCarty       | 382     |
| 3        | Chris Wondolowski | 381     |
| 4        | Kei Kamara        | 359     |
| 5        | Jordan Harvey     | 340     |

## Giải thưởng
Ở cuối mỗi mùa giải, ban tổ chức sẽ trao một số giải thưởng dành cho các cầu thủ, huấn luyện viên và tập thể đội bóng có thành tích xuất sắc. Các ứng viên cuối cùng ở mỗi hạng mục được bình chọn bởi các cầu thủ, thành viên đội bóng và truyền thông.
- Đội hình xuất sắc nhất giải
- Huấn luyện viên của năm
- Cầu thủ trở lại của năm
- Hậu vệ của năm
- Giải fair-play (cá nhân)
- Giải fair-play (tập thể)
- Bàn thắng của năm
- Thủ môn của năm
- Giải Chiếc giày vàng
- Cầu thủ nhân đạo của năm
- Cầu thủ xuất sắc nhất mùa giải
- Cầu thủ mới của năm
- Trọng tài của năm
- Cầu thủ trẻ của năm
- Pha cứu thua của năm